# Liste der Baudenkmäler in Neuss (1/400–1/499)
Die Liste der Baudenkmäler in Neuss (1/400–1/499) enthält die denkmalgeschützten Bauwerke auf dem Gebiet der Stadt Neuss im Rhein-Kreis Neuss in Nordrhein-Westfalen (Stand: März 2011). Diese Baudenkmäler sind in der Denkmalliste der Stadt Neuss eingetragen; Grundlage für die Aufnahme ist das Denkmalschutzgesetz Nordrhein-Westfalen (DSchG NRW).

Einige Texte der Denkmalbeschreibungen liegen in gekürzter Form (Teilbeschreibung) vor.
Die Liste ist nach laufenden Nummern sortiert. In der Spalte „Denkmalnummer“ ist in Klammern die laufende Nummer angegeben.
| Bild                                                                | Bezeichnung                                                         | Lage                                                   | Beschreibung | Bauzeit               | Eingetragen seit | Denkmal- nummer |
| ------------------------------------------------------------------- | ------------------------------------------------------------------- | ------------------------------------------------------ | --- | --------------------- | ---------------- | --------------- |
| Fernmeldeamt Neuss                                                  | Fernmeldeamt Neuss                                                  | Innenstadt Michaelstraße 15–23 Karte                   | Teilbeschreibung: Erbaut 1915/16 als ein Komplex von 2 Hauptgebäuden an der Michael- und Promenadenstraße und einem dazwischenliegenden Verbindungsgebäude. Haus Promenadenstraße 65–71: 3-geschossig in 6 Achsen mit Mansarddach, abgetreppte Seitengiebel. An der Straße roter Backstein mit Sockel. EG-Fenster mit originalen schmiedeeisernen Fenstergittern. Das Gebäude 1945 durch Bomben besonders im Dachgeschoss teilweise zerstört, 1946/50 wiederaufgebaut Verbindungsgebäude: 2-geschossig mit ausgebautem Mansarddach bzw. 3-geschossig mir Mansarddach; 12 Fensterachsen, in der Mitte vorgesetzte erhöhte Treppenhausachse mit abgetrepptem Giebel. Teilweise erhaltene Türen und Fensterrahmen. 1945 Südostflügel erheblich zerstört; 1946/59 wiederaufgebaut. Haus Michaelstraße 15–23: 2-geschossig mit ausgebautem Mansarddach, die straßenseitige Fassade 3-geschossig in 5 Achsen mit 2 abgetreppten Zwerchgiebeln jeweils über den beiden äußeren. Roter Backstein mit Werksteinquadereinfassung. EG-Fenster mit schmiedeeisernen Fenstergittern. Tür und Fensterrahmen vermutlich original. Ursprünglich auch schmiedeeisernes Gitter im Eingangstor. Wichtiges lokales Zeugnis der staatlichen Bautätigkeit in der Wilhelminischen Zeit; erhaltenswert insbesondere aus stadtgeschichtlichen und städtebaulichen Gründen. | 1915/16               | 22.07.1987       | 1/112 (1/400)   |
| Wohnhaus                                                            | Wohnhaus                                                            | Innenstadt Michaelstraße 67 Karte                      | Um 1860 erbaut; spätklassizistische Quaderputzfassade; 3-geschossig in 3 Achsen, Satteldach; Sockel Sockelgesims; profilumrahmter Eingang in der linken Achse, abschließendes Gurtgesims, Wandöffnungen mit geradem Abschluss; Putzrosetten unter Sohlbankgesims im 1. OG und unter dem auskragenden Dachgesims; Tür und Fenster original. | Um 1860               | 05.08.1991       | 1/175 (1/401)   |
| Wohnhaus                                                            | Wohnhaus                                                            | Innenstadt Michaelstraße 69 Karte                      | 1571 erbaut, Fachwerk, Ausfachungen mit Ziegelstein in Fischgrätmuster; 2-geschossig in nicht durchgezogenen Achsen, giebelständiges Satteldach; in den Hauptgeschossen 6-teiliges, im Giebel 4-teiliges Fensterband; barocke Inneneinrichtung (Kölner Decken, Treppenanlage); 1983 rekonstruiert, dabei Entfernung der vorgeblendeten Putzfassade und Erneuerung der der Fachwerkfassade und des Dachstuhls unter Wiederherstellung der ursprünglichen Tür- und Fensterordnung und Dachneigung, Fenster mit Bleiverglasung und Klappläden. Bedeutendes Zeugnis für die Stadtbaugeschichte, erhaltenswert aus wissenschaftlichen, städtebaulichen und volkskundlichen Gründen. | 1571                  | 04.04.1985       | 1/039 (1/402)   |
| Fassade eines Wohn- und Geschäftshauses                             | Fassade eines Wohn- und Geschäftshauses                             | Innenstadt Michaelstraße 70 Karte                      | Teilbeschreibung; Straßenseitige Fassade eines aus dem 18. Jh. stammenden, zuletzt 1987 durchgreifend erneuertem Wohnhauses mit Ladengeschäft. Im Ensemble der Nachbarhäuser Mittelstraße wichtiges Zeugnis der Stadtbaugeschichte, erhaltenswert insbesondere aus städtebaulichen Gründen. | 18. Jh.               | 30.12.1992       | 1/183 (1/403)   |
| Wohn- und Geschäftshaus                                             | Wohn- und Geschäftshaus                                             | Innenstadt Michaelstraße 72 Karte                      | Teilbeschreibung: Im 18./19. Jh. erbaut, 3-geschossig in 2 Achsen, Giebelabschluss vor ausgebautem Dachgeschoss, Satteldach (Firstrichtung senkrecht zur Straße). Fassade seit 1884 verputzt. Im Dachgeschoss Schweifgiebel mit mehrfach profilierten Halbkreisbogenabschluss; Mittelfenster mit neuerem eisernen Brüstungsgitter, darüber kreisförmiges Putzornament. Im Ensemble der Nachbarhäuser Mittelstraße wichtiges Zeugnis der Stadtbaugeschichte, erhaltenswert insbesondere aus städtebaulichen Gründen. | 18./19. Jh.           | 30.12.1992       | 1/184 (1/404)   |
| Wohn- und Geschäftshaus                                             | Wohn- und Geschäftshaus                                             | Innenstadt Michaelstraße 74 Karte                      | Teilbeschreibung: Erbaut im 17. Jh. Backsteinfassade, 3-geschossig in 2 Achsen, dazu Blendgiebel vor 2-geschossig ausgebautes steiles Satteldach. Im EG moderner Ladeneinbau. 1964 Renovierung (Entfernung des Putzes von 1898, Erneuerung der Werksteingewände, neuer Innenausbau); Fenster stilgerecht erneuert. Im Ensemble der Nachbarhäuser Mittelstraße wichtiges Zeugnis der Stadtbaugeschichte, erhaltenswert insbesondere aus städtebaulichen Gründen. | 17. Jh.               | 30.12.1992       | 1/184 (1/405)   |
| Wohn- und Geschäftshaus                                             | Wohn- und Geschäftshaus                                             | Innenstadt Michaelstraße 75/77 Karte                   | Teilbeschreibung: Ursprünglich 2 selbstständige Häuser des 16./17. Jh. (ein Haus „Zum Thumb am Zolltor“ ist 1624 urkundlich erwähnt). 1901 Ladenlokal in Nr. 77 vergrößert. 1935 Zusammenlegung beider Häuser zu einer Gaststätte und Vereinheitlichung der Fassade. 3-geschossiges Haus in geschlossener Reihe mit unterschiedlichen Geschosshöhen und Walmdächern. Fenster und Tür vermutlich überwiegend zum Umbau 1931 zugehörig. Im Inneren der rechten Haushälfte Nr. 75 Zwischengeschoss und Hängestube sowie der rückwärtige Saal erhalten. Die beiden zusammengelegten Häuser zeigen trotz der starken Veränderungen von 1931 noch immer Merkmale ihrer frühen Entstehungsgeschichte. Besonders ist dabei in der rechten Haushälfte Nr. 75 hervorzuheben. An der Erhaltung und Nutzung besteht aus gebäudekundlichen und städtebaulichen Gründen ein öffentliches Interesse. | 16./17. Jh.           | 28.11.1995       | 1/232 (1/406)   |
| Wohn- und Geschäftshaus                                             | Wohn- und Geschäftshaus                                             | Innenstadt Michaelstraße 76 Karte                      | Teilbeschreibung: Erbaut 1609. Backsteinfassade im Stil der niederrheinischen Renaissance, 3-geschossig in nicht durchgezogenen Achsen, dazu Blendgiebel vor 2-geschossig ausgebautem steilem Satteldach. Im EG moderner Ladeneinbau. Links zurückgesetzter Eingang, mittig und rechts Schaufenster. EG bereits 1906 durch Ladeneinbau verändert; 1964 durchgreifende Renovierung. Wichtiges Zeugnis der Stadtbaugeschichte im Ensemble der Nachbarhäuser Michaelstraße, erhaltenswert insbesondere aus städtebaulichen Gründen. | 1609                  | 31.12.1992       | 1/186 (1/407)   |
| Wohn- und Geschäftshaus                                             | Wohn- und Geschäftshaus                                             | Innenstadt Michaelstraße 78 Karte                      | Teilbeschreibung: Erbaut 1712, seit 1928 (Straßendurchbruch Zollstraße zur Oberstraße) Eckhaus, zur Michaelstraße Giebelfront als Backsteinfassade, 4-geschossig in 3 Achsen, 2-fach geschweifter Knickgiebel mit Treppenaufsatz vor 2-geschossige ausgebautem steilen Satteldach. 1958/59 durchgreifende Renovierung. Trotz Veränderungen im Gebäudeinneren und weitgehender Erneuerung der Seitenfront bedeutendes Zeugnis der Stadtbaugeschichte im Ensemble der Nachbarhäuser Michaelstraße, erhaltenswert insbesondere aus wissenschaftlichen und städtebaulichen Gründen. | 1712                  | 31.12.1992       | 1/187 (1/408)   |
| Alte Schmiede                                                       | Alte Schmiede                                                       | Innenstadt Michaelstraße 8–10 Karte                    | Fachwerkscheune als mehrfach umgebauter Rest eines innerstädtischen Kleinbauernhofes des frühen 19. Jh. Später Schmiedewerkstatt, bis 1984 als „Huf- und Wagenschmiede“ betrieben. Charakteristische Einbauten, Geräte und Utensilien sind vollständig erhalten. Die „Alte Schmiede“ zeigt neben den allgemeinen städtebaulichen Nutzungswandel anschaulich die Arbeitswelt eines Handwerks, das mit den Pferdefuhrwerken aus den Städten verschwunden ist. | 19. Jh.               | 10.07.1990       | 1/154 (1/409)   |
| Scheune an der Müggenburg                                           | Scheune an der Müggenburg                                           | Norf Müggelburgstraße Karte                            | Freistehende Backstein-Großscheune, vermutlich Ende des 19. Jh. im Zuge der wirtschaftlichen Expansion des Rittergutes Müggenburg errichtet. Außenabmessung 14 × 50 m, Stufengiebel durch Lisenen in 3 Felder geteilt, im mittleren Feld mehrfach unterteilt. Segmentbogen-Blendfenster, darüber Kreisfenster, schmiedeeiserner Aufsatz über Giebelmitte. Außenfelder mit Blendfenster wie vor bzw. Toreinfahrt. Längsseiten durch Lisenen in 11 Felder gegliedert, mit aufwändigem Backsteintraufgesims und Blendfenster wie Giebel, auf der hofzugewandten Seite 2 vermauerte Toröffnungen. Im First des Ziegeldaches 3 Entlüfter-Aufsätze. Die Scheune verkörpert den Typus der rational-repräsentativen landwirtschaftlichen Großbauten des ausgehenden 19. Jh. Im Zusammenhang mit dem Rittergut Müggenburg dokumentiert sie nach Lage und Erscheinungsbild die Veränderungen der Produktionsverhältnisse eines großen landwirtschaftlichen Betriebes in dieser Zeitepoche. | Ende 19. Jh.          | 17.08.1990       | 8/005 (1/410)   |
| Wohnhaus                                                            | Wohnhaus                                                            | Innenstadt Mühlenstraße 23 Karte                       | 1840 von Franz Keuter und Catharina Giesen als Wohnhaus eines bäuerlichen Anwesens erbaut; rückwärtige Scheune und Tenne nicht mehr vorhanden. Das Wohnhaus ist 2-geschossig in 6 Achsen, mit Durchfahrt in den beiden rechten Achsen, straßenseitige Putzfassade mit spätklassizistischen Zierformen, Satteldach. Fenster weitgehend original, Hauseingangstür vermutlich um 1900 erneuert, Einfahrtstor nach 1945. Hausinneres weitgehend original, im EG teilweise Ein- und Umbauten im Zuge der späteren gewerblichen Nutzung. Als letztes erhaltenes Zeugnis für die ehemals in der Neusser Altstadt ansässigen landwirtschaftlichen Betriebe und beachtliches Beispiel der zeitgenössischen bäuerlichen Wohnkultur insbesondere aus volkskundlichen und städtebaulichen Gründen erhaltenswert. | 1840                  | 06.01.1988       | 1/130 (1/411)   |
| Wohnhaus und Fassadenteil ehem. Werkhalle                           | Wohnhaus und Fassadenteil ehem. Werkhalle                           | Innenstadt Mühlenstraße 47 Karte                       | Teilbeschreibung: Wohnhaus und Werkhalle für Maschinenbau erbaut 1866 von Mathias Reinartz. Das Wohnhaus ist 3-geschossig in 3 Achsen mit traufständigem Satteldach. Straßenseitige Backstein-/Putzfassade mit historisierenden Schmuckformen, Wandöffnungen rechteckig mit leichter Abrundung der oberen Ecken. Hauseingangstür und Fenster Originalzustand. In Hausinneren originales Treppenhaus, tlw. Stuckdecken. Von den ehem. Werkhallen ist erhalten die zum Stadtgarten gelegene 1–2-geschossige repräsentative Sichtbacksteinfassade. Wohnhaus und Werkhallenreste gehören zu den wenigen erhaltenen Zeugnissen in der Neusser Innenstadt für die gründerzeittypische enge räumliche Verflechtung der Wohn- und Arbeitswelt eines „Fabrikanten“. | 1866                  | 12.12.1991       | 1/170 (1/412)   |
| Wasserturm (ehem. Windmühlenturm)                                   | Wasserturm (ehem. Windmühlenturm)                                   | Innenstadt Mühlenstraße 61 Karte                       | Teilbeschreibung: Mittelalterlicher Rundturm im Verband der Stadtmauer, als städtische Windmühle seit 1477 nachgewiesen und mit Unterbrechung bis 1845 betrieben. 1881 als Wasserturm für das erste Neusser Wasserwerk ausgebaut. Der Turm ist Bestandteil der mittelalterlichen Stadtmauer ehem. Älteste Stadtmühle und späterer erster Wasserturm ein bedeutendes Zeugnis für verschiedene geschichtliche Epochen der Stadtentwicklung. | 1477                  | 24.10.1988       | 1/140 (1/413)   |
| weitere Bilder                                                      | St. Quirinus-Münster                                                | Innenstadt Münsterplatz 23 Karte                       | Teilbeschreibung Erbaut ab 1209 unter Einbeziehung älterer Bauteile. Es handelt sich um eine 3-schiffige, spätromanische gewölbte Emporenbasilika mit Westwerk, Querschiff und Dreikonchenchor über 5-schiffiger Krypta des 11. Jh., Reich verzierter Westfassade mit Mittelturm; oktogonaler Vierungsturm mit barocker Kuppel von 1741 und Standbild des Hl. Quirinus. Das St. Quirinus-Münster ist das geschichtlich, städtebaulich künstlerisch bedeutendste Bauwerk in Neuss. | ab 1209               | 05.04.1988       | 1/132 (1/414)   |
| Ehem. Vogt- und Dinghaus zu den Hl. Drei Königen                    | Ehem. Vogt- und Dinghaus zu den Hl. Drei Königen                    | Innenstadt Münsterplatz 10–12 Karte                    | Teilbeschreibung: Erbaut 1597 als Amtshaus des kurkölnischen Vogtes Johann Horn genannt Goldschmidt; 1810 Übergang in Privathand, Umbau zu Wohnzwecken; nach fortschreitendem Verfall 1927 Erwerb durch die Bank für Handwerk und Gewerbe, nach alten Befunden mit zweckbedingten Einschränkungen restauriert und seit 1929 als Bankgebäude genutzt, 1944 weitgehend kriegszerstört. 1946/56 Wiederaufbau durch die Volksbank. 1975 im Frontgiebel eingebaut Glockenspiel mit Figuren aus dem Festzug des Neusser Schützenfestes. 1991 Innenumbau der unteren Geschosse als Gastwirtschaft. Das Gebäude ist ein 4-geschossiger, traufständiger Backsteinbau in 7 Achsen, mit hohem verschieferten Satteldach. Trotz weitgehend der Erneuerung der ursprünglichen Bausubstanz lassen Frontfassade und Seitengiebel noch die historische Bedeutung des Gebäudes erkennen, so dass an ihrer Erhaltung ein öffentliches Interesse besteht. | 1597                  | 12.04.1991       | 1/167 (1/415)   |
| Wohnhaus                                                            | Wohnhaus                                                            | Innenstadt Münsterplatz 26 Karte                       | Teilbeschreibung: Um 1850 erbaut; Putzfassade; 3-geschossig mit Mezzanin in 3 Achsen, flaches Satteldach; im EG auf gusseisernen Säulchen ruhende Arkade mit Gesimsabschluss, 1980 Modernisierung und Einbau eines Ladenlokals im EG, Tür neu, Fenster Originalzustand. Wichtiges Zeugnis der Stadtbaugeschichte, erhaltenswert insbesondere aus städtebaulichen Gründen. | Um 1850               | 06.01.1986       | 1/070 (1/416)   |
| Wohn- und Geschäftshaus                                             | Wohn- und Geschäftshaus                                             | Innenstadt Münsterstraße 4 Karte                       | Teilbeschreibung: Um 1860 erbautes 3-geschossiges, giebelständiges Wohn- und Geschäftshaus mit ausgebautem Satteldach. Die straßenseitige Fassade ist in Sichtbackstein gebaut, die Wandöffnungen sind in 4 Achsen angeordnet. Haus Eingangstür tlw. original; ältere Holzfenster mit Sprossenteilung. Das Haus Münsterstraße 4 ist ein wichtiger Bestandteil des historisch geprägten Straßenzuges Münsterstraße 4–16. | Um 1860               | 09.11.1995       | 1/226 (1/417)   |
| Wohn- und Geschäftshaus                                             | Wohn- und Geschäftshaus                                             | Innenstadt Münsterstraße 6 Karte                       | Teilbeschreibung: Um 1860 erbautes 3-geschossiges, traufständiges Wohn- und Geschäftshaus mit flachem Satteldach. Straßenseitige Putzfassade in 5 Achsen, seitlich von Putzquadern eingefasst. Zurückgesetzter Hauseingang in der Mittelachse, beiderseits je 1 großes Schaufenster. Haustür tlw.- original, neuere großflächige Ladenfenster, Fenster der OG vermutlich original. Das Haus Münsterstraße 6 ist ein wichtiger Bestandteil des historisch geprägten Straßenzuges Münsterstraße 4–16. | Um 1860               | 09.11.1995       | 1/227 (1/418)   |
| Wohn- und Geschäftshaus                                             | Wohn- und Geschäftshaus                                             | Innenstadt Münsterstraße 8 Karte                       | Teilbeschreibung: Im frühen 19. Jahrhundert erbautes 3-geschossiges, traufständiges Wohn- und Geschäftshaus mit Satteldach. Putzfassade in 4 Achsen, Erdgeschoss mit Plattenverkleidung. Im Erdgeschoss Ladenlokal, zurückgesetzter Hauseingangstür in der rechten Achse, Ladentür links in der Eingangsnische. Fenster und Türen erneuert. Das Haus Münsterstraße 8 ist ein wichtiger Bestandteil des historisch geprägten Straßenzuges Münsterstraße 4–16. | 19. Jh.               | 10.02.1996       | 1/237 (1/419)   |
| Wohn- und Geschäftshaus                                             | Wohn- und Geschäftshaus                                             | Innenstadt Münsterstraße 10 Karte                      | Teilbeschreibung: Vor 1890 erbaut, Putzfassade mit historisierenden Schmuckformen, 3-geschossige in 4 Achsen, Satteldach. Ladenlokal in der EG seit 1960 verändert, zurückgesetzte Haustür in der rechten Achse, Ladentür links in der Eingangsnische. Fenster der OG original. Das Haus errichtet auf dem Areal des ehemaligen Quirinusstiftes, ist bedeutend für die Stadtbaugeschichte. | Vor 1890              | 05.01.2004       | 1/337 (1/420)   |
| Wohn- und Geschäftshaus                                             | Wohn- und Geschäftshaus                                             | Innenstadt Münsterstraße 14 Karte                      | Teilbeschreibung: Es handelt sich um ein 3-geschossiges traufständiges Wohn- und Geschäftshaus mit Satteldach. Zwischen 1802 und 1811 als Bestandteil des 9-achigen repräsentativen Eckhauses zum Münsterplatz auf Teilflächen des zuvor abgebrochenen Quirinusstiftes erbaut. Das Haus Münsterstraße 14 ist insbesondere im Zusammenhang mit dem Haus Münsterstraße 16 bedeutend für die Geschichte der Stadt Neuss. | 1802–1811             | 28.06.1995       | 1/229 (1/421)   |
| Wohnhaus                                                            | Wohnhaus                                                            | Innenstadt Münsterstraße 16 Karte                      | Teilbeschreibung: Eckgebäude zum Münsterplatz, um 1810 vermutlich zusammen mit Haus Münsterstraße 14 in einem Teilbereich des zuvor niedergelegten Quirinusstiftes erbaut. Es handelt sich um ein 3-geschossiger Putzbau in 6:4 Achsen mit einem Satteldach. Die rechteckigen Wandöffnungen sind mit Hausteinrahmungen versehen. Remise mit 2 offenen Korbbögen zum Innenhof und Mansarddach, am mittleren Pfeiler Denkstein von 1700. | um 1810               | 02.01.1991       | 1/164 (1/422)   |
| Schroershof                                                         | Schroershof                                                         | Rosellen Neuenbaumer Straße 25 Karte                   | Teilbeschreibung: Breit angelegte, geschlossene Backstein-Hofanlage, erbaut Mitte 19. Jh. (im Schlussstein des Scheunentorbogens Jahreszahl 1850), als Hofstandort bereits 1811 nachgewiesen. Es handelt sich um ein 2-geschossiges Wohnhaus in 4 Achsen nach Westen, straßenseitiger Giebel 3-achsig; auf der Hofseite originale Eingangstür, Blendfenster in der linken Achse. Der Schroershof ist eine der ältesten Hofanlagen in Allerheiligen. | Mitte 19. Jh.         | 04.02.1991       | 8/008 (1/423)   |
| Wegekreuz                                                           | Wegekreuz                                                           | Rosellen Neukirchener Straße / Ecke Bruchrandweg Karte | Wegekreuz unter Linde, Sandstein geschlämmt, Gesamthöhe rd. 2,60 m, vermutlich Mitte des 19. Jh. Hoher 3-fach abgestufter Sockel mit profilierter Deckplatte, darauf Steinkreuz mit Dreipassenden und flachem Reliefkorpus; Inschrift auf unterem Sockelteil: Crucevixe Miserere. | Mitte 19. Jh.         | 10.02.1992       | 8/009 (1/424)   |
| Schwann Denkmal                                                     | Schwann Denkmal                                                     | Innenstadt Neustraße Karte                             | Teilbeschreibung: Zur Erinnerung an Theodor Schwann (1810–1882), Professor der Anatomie und Begründer der Zellenlehre, als Sitzbild errichtetes Gedächtnismal, 1908 geschaffen vom Düsselhdorfer Bildhauer Josef Hammerschmidt. Das Denkmal ist bedeutend für die Geschichte des Menschen, insbesondere für die Entwicklung der zur Erinnerung an eine Person errichtete Gedächtnismale. Das Denkmal ist erhaltenswert aus ortsgeschichtlichen, wissenschaftlichen und künstlerischen Gründen. Theodor Schwann ist in Neuss geboren. | 1908                  | 12.12.2005       | 1/359 (1/425)   |
| Wohn- und Geschäftshaus                                             | Wohn- und Geschäftshaus                                             | Innenstadt Neustraße 2 Karte                           | Teilbeschreibung: 1891 von Franz Josten erbaut, Architekt W. Schnitzler; Putzfassade mit historisierenden Schmuckformen; 3-geschossig in 3 Achsen, Satteldach; Im OG und am Dach neue Fenster ohne Sprossenbildung, Erdgeschoss erheblich verändert. | 1891                  | 04.04.1985       | 1/040 (1/426)   |
| Wohnhaus                                                            | Wohnhaus                                                            | Neustraße 3 Karte                                      | Teilbeschreibung: Vor 1892 erbaut, Putz-Fassade mit historisierenden Schmuckformen; 3-geschossig in 5 Achsen; Mansarddach; Sockel, EG durch Ladeneinbau verändert. In der Mittelachse zurückgesetzter Eingang über Treppe. Fenster und Türen erneuert. Im Inneren erhalten sind das Treppenhaus und die Grundriss-Struktur. Wichtiges Zeugnis der Stadtbaugeschichte, erhaltenswert insbesondere aus städtebaulichen Gründen; einer der ältesten Nachweise über bürgerliches Bauen in der mittelalterlichen Stadt. | Vor 1892              | 16.09.2010       | 1/403 (1/427)   |
| Wohn- und Geschäftshaus                                             | Wohn- und Geschäftshaus                                             | Innenstadt Neustraße 6 Karte                           | Teilbeschreibung; 1895 von den Schwestern Kamper erbaut, Architekt Cornelius Pannenbecker; Backstein-Putz-Fassade mit historisierenden Schmuckformen, 2-geschossig in 3 Achsen, ausgebautes Dachgeschoss, Mansarddach. Im EG moderner Ladeneinbau, zurückgesetzter Eingang in der linken Achse. 1980 Umbau des Wohn- und Geschäftshauses; die zweiflügelige Tür ist original, Fenster sind erneuert. | 1895                  | 09.01.1991       | 1/165 (1/428)   |
| Fassade und straßenseitige Dachfläche des Wohn- und Geschäftshauses | Fassade und straßenseitige Dachfläche des Wohn- und Geschäftshauses | Innenstadt Neustraße 7 Karte                           | Teilbeschreibung: 1893 von Gustav Services erbaut, Architekt Josef Jansen; Backstein-Putz-Fassade mit historisierenden Schmuckformen, 3-geschossig in 3 Achsen, ausgebautes Dachgeschoss, Mansarddach, im EG moderner Ladeneinbau. Die mittlere Achse ist durch Giebelbekrönung betont; 1967 Umbau des EG, Fenster erneuert. Wichtiges Zeugnis der Stadtbaugeschichte, erhaltenswert insbesondere aus städtebaulichen Gründen; einer der ältesten Nachweise über bürgerliches Bauen in der mittelalterlichen Stadt. | 1893                  | 16.09.2010       | 1/404 (1/429)   |
| Wohn- und Geschäftshaus                                             | Wohn- und Geschäftshaus                                             | Innenstadt Neustraße 8 Karte                           | Teilbeschreibung: 1897 von Andreas Thewald erbaut, Architekt Jacob Renner; Backstein-Putz-Fassade mit historisierenden Schmuckformen, 4-geschossig in 4 Achsen, Mansarddach. 1967 Umbau des EG; Tür mit Oberlicht und Fenster des OG original. | 1897                  | 23.07.1990       | 1/157 (1/430)   |
| Wohn- und Geschäftshaus                                             | Wohn- und Geschäftshaus                                             | Innenstadt Neustraße 10 Karte                          | Teilbeschreibung: 1897 von den Brüdern Cremer erbaut, Architekt Wilhelm Fasbender; Backstein-Putz-Fassade mit historisierenden Schmuckformen, 3-geschossig in 3 Achsen, Dachgeschoss Mansarddach. 1961 Umbau des EG; Türen und Fenster erneuert. | 1897                  | 14.11.1990       | 1/158 (1/431)   |
| Wohn- und Geschäftshaus                                             | Wohn- und Geschäftshaus                                             | Innenstadt Neustraße 10a Karte                         | Teilbeschreibung: 1897 zusammen mit Haus Nr. 10b von den Brüdern Cremer erbaut, Architekt Wilhelm Fasbender; Backstein-Putz-Fassade mit historisierenden Schmuckformen, 3-geschossig in 3 Achsen, Dachgeschoss Mansarddach. Tür und Fenster erneuert. | 1897                  | 15.11.1990       | 1/159 (1/432)   |
| Wohn- und Geschäftshaus                                             | Wohn- und Geschäftshaus                                             | Neustraße 10b Karte                                    | Teilbeschreibung: 1897 zusammen mit Haus Nr. 10a von den Brüdern Cremer erbaut, Architekt Wilhelm Fasbender; Backstein-Putz-Fassade mit historisierenden Schmuckformen, 3-geschossig in 3 Achsen, Dachgeschoss Mansarddach. Tür und Fenster erneuert. | 1897                  | 19.12.1990       | 1/163 (1/433)   |
| Wohn- und Geschäftshaus (Straßenfassade)                            | Wohn- und Geschäftshaus (Straßenfassade)                            | Innenstadt Neustraße 13 Karte                          | Teilbeschreibung: Vor 1873 erbaut. Bauherr Theißen, Architekt Floeren; 3-geschossig in 4 Achsen Putz-Fassade mit historisierenden Schmuckformen, im EG moderner Ladeneinbau, Fenster original. | Vor 1873              | 20.11.1997       | 1/274 (1/434)   |
| Wohn- und Geschäftshaus                                             | Wohn- und Geschäftshaus                                             | Innenstadt Neustraße 16/18 Karte                       | Teilbeschreibung: 1892/93 erbaut vom Möbelhändler Christian Schellens, Architekt Wilhelm Schnitzler. Es handelt sich um ein 3-geschossiges Eckhaus in 7 bzw. 2 Achsen und einer Eckachse mit 3-seitigem Rechteckerker. Ausgebautes Mansarddach. Im EG Läden. Putzfassaden mit reichen Neurenaissance-Schmuckformen, im EG auch Jugendstildekor. Die Hauseingangstür tlw. original, die Fenster modern erneuert. Das Haus gehört zum Straßenzug der gründerzeitlich geprägten Neustraße, Hauptachse zur Wilhelminischen Neustadt jenseits der ehem. mittelalterlichen Stadtbefestigung. | 1892/93               | 21.08.1995       | 1/230 (1/435)   |
| Wohn- und Geschäftshaus                                             | Wohn- und Geschäftshaus                                             | Neustraße 19 Karte                                     | Teilbeschreibung: Es handelt sich um ein Eckhaus in 3:3+2 Achsen mit Mansarddach. EG und 1. OG im Kern vor 1873; neue 2-geschossige Fassade 1883 erbaut von Gastwirt Jakob Hemmerden. Architekt Wilhelm Schnitzler; Aufstockung 2. OG 1893. Im Hausinneren ist die originale Gaststubeneinrichtung erhalten (Boden, Decken, Lampen, Vertäfelung, Inventar). Das Haus gehört zum Straßenzug der gründerzeitlich geprägten Neustraße, Hauptachse zur Wilhelminischen Neustadt jenseits der ehem. mittelalterlichen Stadtbefestigung. | vor 1873              | 21.08.1995       | 1/223 (1/436)   |
| Wohn- und Geschäftshaus                                             | Wohn- und Geschäftshaus                                             | Innenstadt Neustraße 21 Karte                          | Teilbeschreibung: 1896/1907 und 1911/12 von Heinrich Müller erbaut, Architekt Robert Strerath. Gebäudeteil zur Neustraße: Ursprünglich 1896 erbaut. 1907 umgebaut, Putzfassade mit historisierenden Schmuckformen; 3-geschossig in 4 Achsen, ausgebautes Dachgeschoss, Mansarddach. Tür und Fenster erneuert. Balkontür im 1. OG original. Gebäudeteil Ecke Neustraße/Hamtorstraße: Abgerundete Eckachse, Backstein mit Werksteingliederung; 4-geschossig, ausgebautes Dachgeschoss Walmdach. Im EG Gaststätte mit Eingang in der Eckachse. Darüber 5-seitiger Erker, Türen original, Fenster erneuert. | 1896/1907 und 1911/12 | 06.01.1999       | 1/253 (1/437)   |
| Wohnhaus mit Gewerbeanbau                                           | Wohnhaus mit Gewerbeanbau                                           | Innenstadt Neustraße 25 Karte                          | Teilbeschreibung: Erbaut vermutlich 1862/63 von Franz Tosetti als Wohnhaus und Geschäftssitz der am 1. Juni 1863 eröffneten Firma C. & F. Tosetti „Nudel-Fabrik und Handlung in oberländischen Produkten“. Das 3 ½-geschossige, früher in eine geschlossene Häuserzeile eingebundene Vorderhaus für Wohnzwecke genutzt. Der hintere Anbau 1 ½-, zum Erftgraben 2 ½-geschossig. Um 1900 um ein Drittel verlängert. Eingangstor und OG-Fenster original, die EG-Fenster originalgetreu erneuert. Der Gebäudekomplex dokumentiert in der Kombination aus Wohnhaus und anschließenden Fabrikationsräumen einen in Neuss selten gewordenen Bautyp aus der Frühzeit der Industrialisierung. | 1862/63               | 20.10.1993       | 1/201 (1/438)   |
| Postdienstgebäude                                                   | Postdienstgebäude                                                   | Innenstadt Neustraße 28 Karte                          | Errichtet 1877–1879 auf H-förmig symmetrischem Grundriss. 2-geschossig, Backstein im Wechsel mit Sandstein, in Architekturformen der Renaissance gestaltete repräsentative Fassade. Seitenflügel in 7 Achsen mit mittlerem Eingang zur Neustraße. Hofseitige Tür im Fenstergitter stilisierte Reichsadler. Über dem Hauptgesims ursprünglich krönende Balustrade mit Reichswappen, von allegorischen Gestalten gehalten, nicht mehr vorhanden. | 1877–1879             | 04.04.1985       | 1/054 (1/439)   |
| Landwirtschaftliches Anwesen (Böxhof)                               | Landwirtschaftliches Anwesen (Böxhof)                               | Grefrath Niederrheinstraße Karte                       | Stattliche Hofanlage an historischem Standort; 1480 von den Herren zu Reifferscheidt an das Quirinusstift verkauft, nach der Säkularisation von Peter Josef Weidenfeld erworben; 5-flügeliger Backsteinhof, 1812 von Peter Josef Weidenfeld weitgehend neu erbaut; Wohnhaus an der Westseite 2-geschossig in 7:3 Achsen, Backstein, Fenster und Türen hausteingerahmt, datiert durch Ankersplinte an der Fassade; große Scheune aus Fachwerk mit Krüppelwalmdach und Backhaus mit Remise aus Fachwerk vom Anfang des 18. Jh. Die übrigen Wirtschaftsgebäude aus Backstein von Ende des 19. Jh. Die Hofanlage ist ein bedeutendes Beispiel für den Bautypus des freigelegenen landwirtschaftlichen Großbetriebes aus der Zeit vor 1900 und für die Kontinuität der Standorte großer Hofanlagen. Für die Erhaltung und Nutzung der Gebäude nebst der zugehörigen Freiflächen besteht insbesondere aus volkskundlichen und städtebaulichen Gründen ein öffentliches Interesse. | 1812                  | 24.03.1997       | 6/006 (1/440)   |
| Bildstock                                                           | Bildstock                                                           | Grefrath Niederrheinstraße (am Böxhof) Karte           | In neu gestalteter Anlage ca. 2,50 m hoher, aus Sandstein gearbeiteter, restaurierter und partiell ergänztem Aufbau: Auf rechteckigem Sockel mit floralem Dekor im Hochrelief über stark verwitterter Engelsbüste Sakramentskonsole mit tiefer Rechtecknische, darin flaches, kaum noch erkennbares Kreuzigungsrelief; unleserliche Inschrift auf dem Nischensturz; über ringsum gestuftem Kranzgesims kleines Steinkreuz. Zugehörig sind die beiden wohl zeitgleichen Linden und die Kastanie vor der rechten vorderen Ecke. Das Objekt ist bedeutend für die Geschichte des Menschen als anschauliches schlichtes Zeugnis der Volksfrömmigkeit. Für die Erhaltung des Bildstockes liegen neben dem öffentliche und volkskundliche Gründe vor. | unbekannt             | 30.03.2006       | 6/010 (1/441)   |
| Wohn- und Geschäftshaus „Haus Niedertor“                            | Wohn- und Geschäftshaus „Haus Niedertor“                            | Innenstadt Niederstraße 2 / Hafenstraße 1 u. 1a Karte  | Teilbeschreibung: 1923/25 als Umbau der vormals (1493 erstmals urkundlich erwähnten) Niedertormühle zu einem Möbelkaufhaus mit anschließendem schmalerem Neubautrakt entlang der Hafenstraße erbaut von Th. Herkenrath, Architekt Peter Bornheim. Im Eckgebäude Teile der älteren Gebäudesubstanz erhalten. An der Niederstraße 4-geschossige Backsteinfassade in 3 Achsen mit dreigeschossigen Stufengiebel. In der Giebelspitze gerahmte Rundfenster,. Schmiedeeiserne Ankersplinte im 3. OG der Schriftzug HAUS NIEDERTOR; im 4. OG die Jahreszahl 1923. An der Hafenstraße 4-geschossige Fassade in 10 Achsen, davon 7 zum Neubautrakt von 1925 gehörig. An ganzen Haus neue sprossenlose Fenster. | 1923/25               | 11.08.1994       | 1/210 (1/442)   |
| weitere Bilder                                                      | Stadtmauerabschnitt Niedertor und Hamtorplatz                       | Innenstadt Niederstraße 5 Karte                        | Der nordwestliche Abschnitt der Neusser Stadtbefestigung zwischen dem ehemaligenNiedertor und der Einmündung Hamtorwall wurde durch neuzeitliche Eingriffe stark überformt. Ursprünglich bestand die Stadtbefestigung an dieser Stelle aus einem Mauerring des 13. Jahrhunderts, einem parallel im Abstand von 16,5 m vorgelagerten äußeren Mauerring des 14. Jahrhunderts und feldseitig vorgelagerten Grabenanlage. Die Grabenanlage wurde im 19. Jahrhundert verrohrt und durch die damals neu errichtete Häuserzeile Erftstraße 1–15 überbaut. Der innere Mauerring, der vermutlich nicht tiefer als sechzig Zentimeter fundamentiert war, wurde in diesem Abschnitt vollständig abgebrochen. Von dem äußeren Mauerring des 14. Jahrhunderts, der über drei Meter tief fundamentiert ist, haben sich Fundamentreste im Kellerbereich, bzw. in der rückwärtigen Hoffläche der Häuser Niederstraße 5 und Erftstraße 5,7,9,11,13 und 15 erhalten. Das Stadtmauerwerk, das zwischen 90 cm und 1,2 m breit gearbeitet ist, besteht aus Lagen von Feldbrandsteinen und Basalten. Außerdem ist in der Stadtmauerflucht ein Rundturm erhalten. Der im Querschnitt rund 9 m. messende Rundturm ist im Kellergeschoss und im Erdgeschoss noch in originaler Mauersubstanz erhalten. Im Kellergeschoss ist das Basalt/Tuff, bzw. Basalt/Ziegelmauerwerk rund 1,2 m stark. Das feldseitige, aus der Stadtmauerflucht vorkragende Turmsegment zeigt eine geschlossene Rundung, das stadtseitige, nur ein Drittel der Rundung umfassende Turmsegment wird durch vier Nischen gegliedert. In östlicher und westlicher Richtung gehen seitlich des Turmes die Fundamente der äußeren Stadtmauer des 14. Jahrhunderts ab. Nach Osten in Richtung des ehemaligen Niedertores lassen sich im Keller die Stadtmauerfundamente auf einer Strecke von 23 m verfolgen. Die Stadtmauerreste an der Niederstraße und Erftstraße sind ein wichtiges Zeugnis der Neusser Stadtbaugeschichte. An ihrer Erhaltung und Erforschung besteht insbesondere aus wissenschaftlichen Gründen ein öffentliches Interesse. | 13. Jh.               | 09.07.2002       | 1/327 (1/443)   |
| Mittelalterliche Bausubstanz und Fachwerk aus der Mitte des 17. Jh. | Mittelalterliche Bausubstanz und Fachwerk aus der Mitte des 17. Jh. | Innenstadt Niederstraße 47/49 Karte                    | Bei dem historischen Kern des Gebäudes 47–49 handelt es sich um ein in Geschossbauweise errichtetes, ursprünglich giebelständiges und in der Firstachse geteiltes Fachwerkdoppelhaus von 10 Fach Tiefe. Von den ursprünglichen, wohl um 1640 errichteten Bürgerhaus Kölner Typus sind nach Umbauarbeiten des 18./19. Jh. die östliche Außenwand (im Gebäude Nr. 49), sowie die Mittelwand auf der heutigen Grundstücksgrenze mit den original Backsteinausfachungen, Putzen und z. T. auch Farbtünchen erhalten. Das Fachwerk der östlichen Außenwand ruht auf dem mittelalterlichen Mauerstumpf und weist eine Höhe von ca. 5,5 m auf. Zwischen Schwelle und Rähm sind sieben Riegelketten eingezapft. Im ersten und letzten Fach ist die Wand in den oberen Ecken mit je einer Rähm-Ständer-Strebe ausgesteift. Die ca. 8,5 m hohe Mittelwand ist vom Fußboden an ausgeführt und weist zwischen Schwelle und Rähm neun Riegelketten auf. Die Decken ruhten ursprünglich auf zwei Unterzügen im 1. OG und auf drei Unterzügen im 2. OG, von denen die letztgenannten noch erhalten sind. Die mittelalterliche Bausubstanz und das Fachwerk aus der Mitte des 17. Jahrhunderts stellen ein bedeutendes Zeugnis für die Stadtgeschichte von Neuss dar. Der Natursteinkeller und die mittelalterliche Wand im EG bezeugen die früheste Steinbauphase des mittelalterlichen Neuss. Der Fachwerkbau aus der Mitte des 17. Jh. repräsentiert den Wiederaufbau nach der Stadtzerstörung von 1586. | um 1640               | 09.01.2006       | 1/361 (1/444)   |
| weitere Bilder                                                      | St. Sebastianus-Kirche                                              | Innenstadt Niederstraße 65 Karte                       | 1718–1720 unter Superior Bernhard Schluns erbaut als vierte Kirche an dem Platz, der der 1415 gegründeten Sebastianus-Bruderschaft gestiftet wurde. Bis 1802 Kirche und Kloster eines franziskanischen III. Ordenkonvents; 1852–1873 Erzbischöfliches Seminarium Marianum; 1873–1942 städtisches Invalidenhaus; 1942/43 bis auf die Umfassungsmauern des Hauptschiffes zerstört; 1955/56 Wiederaufbau ohne die ursprünglich im Westen angrenzenden Konviktgebäude; seit 1967 Kloster der Eucharistiner. Ursprünglich 2- jetzt 1-schiffige Saalkirche aus geschlämmten Backstein mit geradem Chorabschluss im Süden; gerade Eingangsseite im Norden mit geschweiftem Giebel, durch vier Gesimse gegliedert, mit Rund- und Ovalfenstern, Baujahreszahl in Ankersplinten, das ursprünglich am nördlichen Ende der Ostseite gelegene Portal von Säulen flankiert mit gesprengtem Giebel; Längsseite mit 6 hohen Rundbogenfenstern und kolossalen ionischen Pilastergliederungen; Satteldach mit 6-seitigem Dachreiter. An der Westseite neuer seitenschiffartiger Trakt als Verbindung zum Klosterneubau. Bedeutendes Zeugnis für die Kirchen- und Stadtbaugeschichte, erhaltenswert aus wissenschaftlichen, städtebaulichen Gründen. | 1718–1720             | 04.04.1985       | 1/041 (1/445)   |
| Mittelalterlicher Kanalabschnitt des Erftmühlengrabens              | Mittelalterlicher Kanalabschnitt des Erftmühlengrabens              | Innenstadt Niederstraße das Nordende querend Karte     | Im 14. Jh. erbauter geschlossener Kanal im Zuge des Stadtgrabens (Erftmühlengraben) vor der äußeren Stadtmauer, die Straße zum Niedertor unterquerend. Als Mühlenkanal der 1493 erstmals urkundlich erwähnten Niedertormühle genutzt. Im 15. Jh. Einbau einer zweiten, inneren Wandung. Seit 1895 Teilstück der im Zuge der Stadterweiterung bis zum Erftkanal (Hafenbecken 1) verlängerten Tunnelstrecke der Erftmühlengrabens. Der tonnengewölbte, aus Feldbrandziegeln und wenigen Basaltblöcken gemauerter mit einer Länge von 17 m der Straßenbreite zwischen den Baufluchten der Niederstraße. Mittlere Innenhöhe und -breite 210/75 cm. Der Kanal ist in seiner ursprünglichen Doppelfunktion als „Verrohrung“ des Stadtgrabens unter der Zufahrtsstraße und als Mühlenkanal ein seltenes Zeugnis der mittelalterlichen Ingenieurbautätigkeit in Neuss. Reparatur- und Ausbauspuren spiegeln die bis heute fortdauernde Nutzung. An der Erhaltung und weiteren Nutzung des Kanals besteht aus stadt- und technikgeschichtlichen Gründen ein öffentliches Interesse. | 14. Jh.               | 06.07.1995       | 1/211 (1/446)   |
| Zaunanlage an der Nierenhofstraße                                   | Zaunanlage an der Nierenhofstraße                                   | Reuschenberg Nierenhofstraße Karte                     | Es handelt sich um den Rest der Garteneinfriedung der im Zweiten Weltkrieg zerstörten Villa Margareta. Die Villa Margareta war Alterssitz der Besitzer von Gut Nierenhof, der Eheleute Heinrich Heusgen. Sie 1910 erbaute Villa wurde nach der Ehefrau benannt. Der Nierenhof selbst wurde verpachtet. 1912 verkaufte die Witwe von Heinrich Heusgen den Nierenhof an die Stadt. Sie blieb jedoch Eigentümerin der Villa. 1923 nach dem Tode der Witwe kaufte die Stadt auch die Villa und vermietete sie. 1943/44 wurde die Villa durch Bomben zerstört. Es ist davon auszugehen, dass der Zaum zusammen mit der Villa um 1910 entstanden ist. Die Quadratform mit integriertem Dreieck, die sowohl die Pfeilerarchivolten als auch die senkrechten Gitterstäbe ziert, deutet u. a. darauf hin. Pfeiler und Sockel sind in Backstein gemauert und verputzt. Die ehemalige Toreinfahrt, an zwei größeren Pfeilern ablesbar, wurde später geschlossen und mit einem Gitter versehen. Die Zaunanlage weist erhebliche Schäden auf. | um 1910               | 04.02.2002       | 4/010 (1/447)   |
| Erftbrücke (Gewölbebrücke)                                          | Erftbrücke (Gewölbebrücke)                                          | Selikum Nixhütter Weg (Alter Gnadenthaler Weg) Karte   | 2-bogige Gewölbebrücke über die Erft im Zuge des alten Gnadenthaler Weges; Pfeiler, Gewölbe und Brüstungen aus Feldbrandziegeln, Pfeilerkanten in Werkstein, Mittelpfeiler flussaufwärts mit Werksteintreppe; an dieser Stelle bereits im MA Erftüberquerung bei der ehem. Zisterzienserinnenabteilung Gnadenthal, vorhandene Brücke vermutlich zusammen mit Gut und Mühle Gnadental um 1820 erbaut, ursprünglich mit Wasserschütz zur Regulierung der Wasserzufuhr in den hier von der Erft abgezweigten Mühlengraben; Brüstung mehrfach erneuert, zuletzt 1986, hierbei Fahrbahn-Tragplatte über den Gewölben eingebaut. | um 1820               | 12.08.1986       | 4/001 (1/448)   |
| Umfluterbrücke (Gewölbebrücke)                                      | Umfluterbrücke (Gewölbebrücke)                                      | Selikum Nixhütter Weg (Alter Gnadenthaler Weg) Karte   | 1-bogige Gewölbebrücke aus Feldbrandziegel über den Erftflutgraben im Zuge des Weges Gnadentaler Mühle. Gemauerte Brüstung mit kurzen, leicht nach außen gebogenen Flügelmauern. Stromabwärts ein fragmentarisch erhaltenes Wasserschütz, ebenfalls zur Regulierung des Wasserspiegels der Erft vor dem Wasserrad der Gnadenthaler Mühle. Aus bau- und wirtschaftsgeschichtlichen Gründen bzw. wegen der Zusammengehörigkeit mit dem Komplex Gnadentaler Gut und Mühle erhaltenswert. | unbekannt             | 12.05.1987       | 4/002 (1/449)   |
| Napoleonbrücke (Gewölbebrücke)                                      | Napoleonbrücke (Gewölbebrücke)                                      | Nixhütterweg (Alter Gnadenthaler Weg) Karte            | 1-bogige Gewölbebrücke aus Feldbrandziegel mit leicht erhöhtem Scheitel über die Obererft im Zuge des alten Nixhütter Weg. Die gemauerte Brüstung zur Brückenmitte leicht ansteigend, satteldachförmige abgedeckt; die Eckstücke der Abdeckung aus Sandstein. Lange, abgewinkelte Flügelmauern, 4 schräge Eckpfeiler. Bis zur Verlegung des Straßenverkehrs auf den neuen Nixhütterweg 1965 als Straßenbrücke, heute nur noch als Straßenbrücken benutzt. Als wichtiges Zeugnis der Entwicklung von Straßenverbindung im Laufe der Jahrhunderte, als interessantes Beispiel technischer Baukunst und als besonders gelungene Gesamtform Fluß-Straße-Brücke erhaltenswert. | unbekannt             | 12.05.1987       | 4/003 (1/450)   |
| Schützenwehr im Selikumer Park                                      | Schützenwehr im Selikumer Park                                      | Selikum Im Selikumer Park (Zugang Nixhütter Weg) Karte | 1809 im Zusammenhang mit dem Nordkanal nach Plänen von A. Hagebau erbaut, als Ersatz für ein älteres Bauwerk, das vermutlich bereits der Wasserteilung im Obererft (Versorgung der Stadtgräben um Neuss) und Erftumfluter diente. Ziel des Neubaus war die regulierte Wassereinspeisung aus der Obererft in den Nordkanal. Zweiläufiges, im Grundriss spiegelsymmetrisches Wasserbauwerk aus Werksteinquadern. Zwischen quadratischen Pfeilern mit kapitellartiger Abdeckung je 3 durch gusseiserne Zahnstangen regulierbare eiserne Schützen; die beiden Abflüsse mit langgezogenen gekrümmten Ufermauern gefasst. Zum Oberwasser hin Dammbalkenschlitze in beiden Bauwerkshälften. Auf dem halbrunden Wehrkopf Inschrift „MDCCCIX NAPOLEON EMPEREUR“. Durchlaufender Bedienungssteg auf der Unterwasserseite weitgehend erneuert. Das Bauwerk ist als bedeutendes Zeugnis der Technik und Ingenieurbaukunst der napoleonischen Zeit insbesondere aus wissenschaftlichen und künstlerischen Gründen erhaltenswert. | 1809                  | 27.05.1993       | 4/006 (1/451)   |
| Stauwehr in der Erft (sog. Napoleonswehr)                           | Stauwehr in der Erft (sog. Napoleonswehr)                           | Selikum Im Selikumer Park (Zugang Nixhütter Weg) Karte | 1456 als festes Überlaufwehr in der Erft angelegt, um durch den Rückstau die neu geschaffene Obererft mit Wasser zu speisen. Leicht gebogene Steinbarriere aus oben abgeschrägten Werksteinquadern, zwischen beiderseitigen Ufermauern. Frühere Bezeichnung „Ark“. Mehrfach erneuert: 1740 gemäß Denkstein an Mauerkopf (Kopie; Original im Zeughaus); 1809 beim Bau des napoleonischen Nordkanals vermutlich auch erhöht. Volkstümliche Benennung „Napoleonswehr“. Das Stauwehr ist ein wichtiges Zeugnis für wasserbauliche Großprojekte in Neuss; erhaltenswert insbesondere aus wissenschaftlichen Gründen. | 1456                  | 01.06.1993       | 4/007 (1/452)   |
| Hofanlage Gut Selikum                                               | Hofanlage Gut Selikum                                               | Selikum Nixhütter Weg 143 Karte                        | Teilbeschreibung: 1859–62 von Freiherr Carl von Boeselager als Ersatz für den gleichzeitig abgebrochenen Wirtschaftshof des benachbarten Hauses Selikum erbaut. 4-flügelige, 2-geschossige, nach Osten halb offene Backsteinhofanlage. Südflügel: Herrschaftliches Wohnhaus in 5 Achsen, flankiert von schmaleren und niedrigeren Wohn-/Wirtschaftstrakten. Wohnhaus mit seitlich und über Dach vorgezogenen Giebelwänden. Westlicher Seitentrakt mit Stichbogenfenster, straßenseitig in 3×2 Achsen, hofseitig in 3 Achsen, hier breite Eingangstür mit Sandsteingewänden in der Mittelachse. Im östlichen Seitentrakt neben dem Wohnhaus Hofeinfahrt. Nordflügel: Scheunentrakt mit hochliegendem Gewölbekeller im westlichen Kopfteil. Westflügel: Stallungstrakt. Feldseitige Front in 7 Achsen. Ostflügel: Freistehende giebelständige Wagenhalle, ehem. auch Pferdestall und Schmiede Die Hofanlage ist ein bedeutendes Beispiel für den Bautypus des landwirtschaftlichen Großbetriebes in der 2. Hälfte des 19. Jh. und zugleich für die historische Kontinuität der Standorte großer Hofanlagen. Für die Erhaltung und Nutzung liegen künstlerische, wissenschaftliche und städtebauliche Gründe vor. | 1859–62               | 11.07.1988       | 4/004 (1/453)   |
| weitere Bilder                                                      | Bogenbrücke vor Schloss Reuschenberg                                | Selikum Nixhütter Weg 145 Karte                        | 1-bogige Gewölbebrücke aus roten Feldbrandziegeln, Mauerwerksabdeckung aus Steinplatten; wahrscheinlich 1847 zusammen mit dem Schloss Reuschenberg von Freiherr Carl von Boeselager in Ausrichtung zur Mittelachse der Hauptfassade erbaut; leicht gebogene Brüstung der Brückenmitte mit schmalen hochrechteckigen Öffnungen, nach hinten versetzte Mittelpfeiler, hier zu beiden Seiten anschließende weit nach außen gebogene Flügelmauer, Endpfeiler mit Steinkugel, zum Schloss hin 2 hintereinander stehende, mit Eisenstangen verbundene Pfeiler. Die über den inneren Wassergraben führende Brücke ist wichtiger Bestandteil der historischen Schlossanlage. | 1847                  | 06.03.1990       | 4/005 (1/454)   |
| weitere Bilder                                                      | Schloss Reuschenberg                                                | Selikum Nixhütter Weg 145 Karte                        | Teilbeschreibung: Schlossgebäude 1847 anstelle älterer Anlagen mit dem runden Mottenhügel einer 2-teiligen mittelalterlichen Niederungsburg erbaut, Bauherr Freiherr Carl von Boeselager; 2-geschossig in 5:3 Achsen, Mittelachse der Hauptfassade 5-geschossig überhöht und polygonal ausgebildet mit Helmdach; Satteldächer; 1964 Umbau (Decken und Treppe aus Stahlbeton, neuer Dachstuhl, Haustür original Fenster stilgerecht erneuert); Fensterläden; über der Haustür Wappen des Erbauers; in der Südwand ein Wappenstein des Johann Wilhelm von Reuschenberg von 1634. Torhaus Auf dem Plateau der Vorburg wahrscheinlich 1847 zusammen mit dem Schloss errichtet; 1993 nach Sturmschaden instand gesetzt; 2-geschossig aus Backstein und Fachwerk, Satteldach; Ehemaliges Internatsgebäude Um 1928 errichtet, 1969 erweitert; 1 ½-geschossig in 3:2 Achsen, Satteldach, ausgebautes Dachgeschoss; schlichte Backsteinfassade mit sparsamen expressionistischen Details; an der südlichen Giebelseite rechteckiger Erker im Erdgeschoss, Erkerfassade durch waagerechte vorgezogene Klinkerreihenakzentuiert; an der Ostseite schmale Terrasse; Bogenbrücke vor dem Schloss Siehe Baudenkmal 4/005 Ehemalige Niederungsburg Haus Selikum, jetzt Schloss Reuschenberg Siehe Bodendenkmal 4/003 Die Anlage dokumentiert die Kontinuität des Siedlungsstandortes Selikum vom Mittelalter bis heute unter stetiger baulicher Anpassung. Schloss und Torhaus sind erhaltenswert aus siedlungsgeschichtlichen, territorialgeschichtlichen, architekturgeschichtlichen und städtebaulichen Gründen. Das Internatsgebäude ist erhaltenswert als bedeutendes Zeugnis für die Architektur der 1920er Jahre. | 1847                  | 02.11.1999       | 4/009 (1/455)   |
| Wohn- und Geschäftshaus                                             | Wohn- und Geschäftshaus                                             | Dreikönigenviertel Nordkanalallee 2 Karte              | Teilbeschreibung: Um 1912 erbaut. 3-geschossiges Eckhaus in 4:5 Achsen mit ausgebautem Walmdach. Im Eckbereich des EG Ladenlokal, sonst je 2 Wohnungen pro Etage, über Treppenhaus in der Innenecke des Gebäudes erschlossen. | Um 1912               | 10.12.1990       | 3/008 (1/456)   |
| Wohnhaus                                                            | Wohnhaus                                                            | Dreikönigenviertel Nordkanalallee 6 Karte              | Teilbeschreibung: Um 1912 erbautes, durch Vorgarten von der Straße abgesetztes Wohnhaus in geschlossener Reihe, 3-geschossig, mit ausgebautem Mansarddach. Straßenseitig 3-achsige Putzfassade mit knappen Schmuckformenzwischen Jugendstil und Neuer Sachlichkeit. Hauseingangstür und EG Fenster original, sonst großflächig erneuert. Kellergarage mit Zugangsrampe im Vorgartenbereich 1985 eingefügt. Im Ensemble der weitgehend original erhaltenen Wohnhauszeile mit Vorgartenzone entlang des Nordkanals wichtiges Zeugnis der Stadtbaugeschichte, erhaltenswert insbesondere aus städtebaulichen Gründen. | Um 1912               | 28.03.1994       | 3/013 (1/457)   |
| Wohnhaus                                                            | Wohnhaus                                                            | Dreikönigenviertel Nordkanalallee 12 Karte             | Teilbeschreibung: Erbaut um 1908 von Fabrikant Felix Michels. Durch Vorgarten von der Straße abgesetztes 2-geschossiges Wohnhaus auf hohem Sockel, mit ausgebauten Mansarddach. Straßenseitige Sandsteinfassade in 4 Achsen, in Anlehnung an den Übergangsstil Rokoko/Klassizismus. Hauseingangstür original, Fenster erneuert. Im Hausinneren besonders qualitätvolle originale Geschosstreppe aus Holz in Stilform des Rokoko. Erstes repräsentatives Wohnhaus an der ab 1904 aus der Verbreiterung des Treidelpfades entlang des Nordkanals entwickelten „Alleestraße“. | um 1908               | 28.07.1993       | 3/014 (1/458)   |
| Wohnhaus                                                            | Wohnhaus                                                            | Dreikönigenviertel Nordkanalallee 14 Karte             | Teilbeschreibung: Um 1912 erbautes, durch Vorgarten von der Straße abgesetztes traufständiges Wohnhaus in geschlossener Reihe, 3-geschossig mit ausgebautem Satteldach. Straßenseitige Putzfassade mit Jugendstil-Schmuckformen. Hauseingangstür und Fenster teilweise nicht originalgetreu erneuert. Im Ensemble der weitgehend original erhaltenen Wohnhauszeile mit Vorgartenzone entlang des Nordkanals wichtiges Zeugnis der Stadtbaugeschichte, erhaltenswert insbesondere aus städtebaulichen Gründen. | Um 1912               | 28.03.1994       | 3/015 (1/459)   |
| Wohnhaus                                                            | Wohnhaus                                                            | Dreikönigenviertel Nordkanalallee 16 Karte             | Teilbeschreibung: Um 1910 erbautes, durch Vorgarten von der Straße abgesetztes traufständiges Wohnhaus in geschlossener Reihe, 3-geschossig mit ausgebautem Satteldach. Bauherr und Architekt Heinrich Ingerfeld, der dort bis ca. 1935 wohnte und im EG sein Büro hatte. Straßenseitige Putzfassade mit Schmuckformen zwischen Jugendstil und neuer Sachlichkeit. Hauseingangstür und Fenster teilw. erneuert. Hausinneres weitgehend original; besonders bemerkenswert die Eingangshalle mit Fußboden und halbhoher Wandvertäfelung in weißem und schwarzem Marmor. Im Ensemble der weitgehend original erhaltenen Wohnhauszeile mit Vorgartenzone entlang des Nordkanals und darüber hinaus als langjährige Wirkungsstätte des Neusser Architekten Heinrich Ingerfeld wichtiges Zeugnis der Stadtbaugeschichte, erhaltenswert insbesondere aus städtebaulichen Gründen. | Um 1910               | 28.03.1994       | 3/016 (1/460)   |
| Wohnhaus                                                            | Wohnhaus                                                            | Dreikönigenviertel Nordkanalallee 18 Karte             | Teilbeschreibung: Um 1912 erbautes, durch Vorgarten von der Straße abgesetztes traufständiges Wohnhaus in geschlossener Reihe, 3-geschossig mit ausgebautem Satteldach. Straßenseitige Putzfassade in 3 Achsen mit Jugendstil-Schmuckformen. Tor, Eingangstür und Fenster original. Raumgefüge des Hausinneren durch Einbau von leichten Trennwänden tlw. verändert. Im Ensemble der weitgehend original erhaltenen Wohnhauszeile mit Vorgartenzone entlang des Nordkanals wichtiges Zeugnis der Stadtbaugeschichte, erhaltenswert insbesondere aus städtebaulichen Gründen. | Um 1912               | 02.11.1995       | 3/017 (1/461)   |
| Wohnhaus                                                            | Wohnhaus                                                            | Dreikönigenviertel Nordkanalallee 20 Karte             | Teilbeschreibung: Um 1909/10 erbautes, durch Vorgarten von der Straße abgesetztes traufständiges Wohnhaus in geschlossener Reihe, 3-geschossig mit Mansarddach. Bauherr und Architekt Heinrich Ingerfeld. Straßenseitige Putzfassade in 2 Achsen gegliedert, mit knappen Schmuckformen zwischen Jugendstil und neuer Sachlichkeit. Linke Achse betont durch Erker über 3 Geschosse. Fenster modern erneuert. Im Ensemble der weitgehend original erhaltenen Wohnhauszeile mit Vorgartenzone entlang des Nordkanals wichtiges Zeugnis der Stadtbaugeschichte, erhaltenswert insbesondere aus städtebaulichen Gründen. | Um 1909/10            | 28.03.1994       | 3/018 (1/462)   |
| Wohnhaus                                                            | Wohnhaus                                                            | Dreikönigenviertel Nordkanalallee 22 Karte             | Teilbeschreibung: Um 1912 erbautes, durch Vorgarten von der Straße abgesetztes traufständiges Wohnhaus in geschlossener Reihe, 2-geschossig mit ausgebautem Satteldach und Zwerchhaus über die gesamte Hausbreite als 3. Geschoss. Straßenseitige Putzfassade mit knappen Schmuckformen zwischen Jugendstil und neuer Sachlichkeit. Fenster modern erneuert. Im Ensemble der weitgehend original erhaltenen Wohnhauszeile mit Vorgartenzone entlang des Nordkanals wichtiges Zeugnis der Stadtbaugeschichte, erhaltenswert insbesondere aus städtebaulichen Gründen. | Um 1912               | 28.03.1994       | 3/019 (1/463)   |
| Wohnhaus                                                            | Wohnhaus                                                            | Dreikönigenviertel Nordkanalallee 24 Karte             | Teilbeschreibung: Um 1912 erbautes, durch Vorgarten von der Straße abgesetztes traufständiges Wohnhaus in geschlossener Reihe, 3-geschossig mit breitem Dachhausund ausgebautem Satteldach. Straßenseitige Putzfassade in 3 bzw. 5 Achsen mit knappen Schmuckformen zwischen Historismus und Jugendstil. Hauseingangstür, Balkontür und reich verziertes Balkongeländer vermutlich original. Die Fenster überwiegend modern erneuert. Im Ensemble der weitgehend original erhaltenen Wohnhauszeile mit Vorgartenzone entlang des Nordkanals wichtiges Zeugnis der Stadtbaugeschichte, erhaltenswert insbesondere aus städtebaulichen Gründen. | Um 1912               | 28.03.1994       | 3/020 (1/464)   |
| Wohnhaus                                                            | Wohnhaus                                                            | Dreikönigenviertel Nordkanalallee 42 Karte             | Teilbeschreibung: Um 1905/10 erbaut; Putz und Schieferfassade; 3-geschossig mit Sockel und Giebel auf der rechten und Mezzanin auf der linken Seite, Satteldach. Fenstereinfassungen in Putz; Tür Originalzustand, Fenster überwiegend Originalzustand (Holzrahmen mit Sprossenteilung). | Um 1905/10            | 06.01.1986       | 3/006 (1/465)   |
| Wohnhaus                                                            | Wohnhaus                                                            | Dreikönigenviertel Nordkanalallee 44 Karte             | Teilbeschreibung: Um 1912 erbautes, durch Vorgarten von der Straße abgesetztes traufständiges Wohnhaus in geschlossener Reihe, 3-geschossig mit ausgebautem Mansarddach. Straßenseitig 3-achsige Backstein-/ Putzfassade mit Jugendstil-Schmuckformen. Hauseingangstür und Fenster des 2. OG modern erneuert. Originale Vorgarteneinfassung aus Steinsockel, niedrigen Eckpfeilern und knappem Eisengeländer. Zusammen mit den Nachbarhäusern als weitgehend original erhaltene frühe Hausgruppe mit Vorgartenzone entlang des Nordkanals wichtiges Zeugnis der Stadtbaugeschichte, erhaltenswert insbesondere aus städtebaulichen Gründen. | Um 1912               | 18.04.1994       | 3/022 (1/466)   |
| Wohnhaus                                                            | Wohnhaus                                                            | Dreikönigenviertel Nordkanalallee 46 Karte             | Teilbeschreibung: Um 1912 erbautes, durch Vorgarten von der Straße abgesetztes traufständiges Wohnhaus in geschlossener Reihe, 3-geschossig mit ausgebautem Mansarddach und Zwerchdach über die gesamte Hausbreite als 4. Geschoss. Straßenseitig 3-achsige Putzfassade mit Jugendstil-Schmuckformen. Hauseingangstür vermutlich original, Fenster modern erneuert. Zusammen mit den Nachbarhäusern als weitgehend original erhaltene frühe Hausgruppe mit Vorgartenzone entlang des Nordkanals wichtiges Zeugnis der Stadtbaugeschichte, erhaltenswert insbesondere aus städtebaulichen Gründen. | Um 1912               | 18.04.1994       | 3/023 (1/467)   |
| Wohnhaus                                                            | Wohnhaus                                                            | Dreikönigenviertel Nordkanalallee 48 Karte             | Teilbeschreibung: Um 1912 erbautes, durch Vorgarten von der Straße abgesetztes traufständiges Wohnhaus in geschlossener Reihe, 3-geschossig mit ausgebautem Mansarddach. Straßenseitige Putzfassade in historisierender Gestaltung mit Jugendstil-Schmuckformen. Hauseingangstür und Fenster (in Anlehnung an die originale Unterteilung) erneuert. Das Hausinnere im Wesentlichen original; besonders erwähnenswert die Raumaufteilung als Geschosswohnungen mit internem Lichthof. Zusammen mit den Nachbarhäusern als weitgehend original erhaltene frühe Hausgruppe mit Vorgartenzone entlang des Nordkanals wichtiges Zeugnis der Stadtbaugeschichte, erhaltenswert insbesondere aus städtebaulichen Gründen. | Um 1912               | 18.04.1994       | 3/024 (1/468)   |
| Entlastungsbauwerk „Epanchoir“ an der Obererft                      | Entlastungsbauwerk „Epanchoir“ an der Obererft                      | Dreikönigenviertel Nordkanalallee Karte                | 1809 im Zusammenhang mit dem Nordkanal erbaut nach Plänen von A. Hageau. Entlastungsanlage gegenüber der Einspeisung des Obererftwassers in den Nordkanal senkrecht zur Achse des Kanals. Zwischen 5 Pfeilern aus Brabanter Kalkstein auf quadratischem Grundriss ergeben sich 4 Öffnungen, von denen die inneren, je 1 m breit, mit Schützen verschließbar sind. Die insgesamt 8 m langen Stützmauern sind flussabwärts als Treppen ausgebildet. Zur zusätzlichen Abdichtung der durch die Schützen zu regulierenden mittleren Öffnungen befinden sich in deren gemeinsamen Ablauf Mauerschlitze für einen doppelten Dammbalkenverschluss. Hinter dem Wehr ist der Boden auf 8 m Länge zum Schutz gegen Unterspülung mit Holzbalken ausgelegt. Zum Kanal hin erweitert sich die Wehröffnung trichterförmig von 12 m auf 25,4 m. In Höhe der Pfeilerköpfe befand sich eine Eisenschiene zur Führung der Treidelleinen. Über die gesamte Breite des Wehres verläuft ein Steg, von dem aus die beiden mittleren Schützen mit Hilfe von Zahnstangen aus Eisenguss bedient werden können. | 1809                  | 27.05.1992       | 1/177 (1/469)   |
| Bildstock                                                           | Bildstock                                                           | Holzheim Nordstraße 72 Karte                           | In neugotischen Formen errichtetes Wegekreuz aus der 2. Hälfte des 19. Jahrhunderts; Sandstein, eisernes Gitter; über quadratischer, von kleinen Pollern begrenzter Platte zweifach gegliederter Sockel; im Mittelblock tiefe Segmentbogennische mit Madonnenfigur und Engeln; Abdeckhaube, bekrönendes Kreuz auf neugotischem Unterbau; untere Enden des Eisengitters vor der Nische in den Buchstaben „AVE MARIA“ ausgebildet; bekrönendes Kreuz erneuert. Als historisches Wegekreuz erhaltenswert aus religionsgeschichtlichen und volkskundlichen Gründen. | 2. Hälfte 19. Jh.     | 18.03.1997       | 7/008 (1/470)   |
| weitere Bilder                                                      | Pfarrkirche St. Andreas                                             | Norf Norfer Kirchstraße 42/44 Karte                    | Teilbeschreibung: Erbaut 1765–69 als 1-schiffige Saalkirche nebst Vikarie von Hofrat Carl Dominikus von Schwartz nach Plan des Generallandmessers Nosthoffen, Hauskapelle für die Damen des Stiftes Müggenburg. 1820 von der Pfarrgemeinde St. Andreas übernommen nach Aufgabe der romanischen Dorfkirche am Norfer Hof. 1857/68 Anbau des Nordturms und 1911/13 Erweiterung des Saalbaus durch 2 Seitenschiffe, unter Einbeziehung der Vikarie, Architekt Klaus Röhlinger. Im Inneren geschlossener Raumeindruck: Originale Ausstattung des Rokoko weitgehend erhalten, darunter Chorgestühl, Kommunionbank, Kanzel, Beichtstühle, Gemeindebänke, Madonnenkronleuchter, Standfiguren an den Pfeilern und über den Seitenaltären. Am Nordende des Mittelschiffs eingezogene geschwungene Sänger- und Orgelempore. Bedeutendes Zeugnis der Kirchen- und Ortsgeschichte, erhaltenswert insbesondere aus künstlerischen, wissenschaftlichen und städtebaulichen Gründen. | 1765–69               | 09.12.1992       | 8/011 (1/471)   |
| Wegekreuz                                                           | Wegekreuz                                                           | Grimlinghausen Norfer Straße vor Nr. 11 Karte          | Ende 18. Jh. Links neben seinen ursprünglichen Standort translozierter, ca. 1,70 m hoher Kreuzesaufsatz: Auf modernem, sockellosen Betonschaft, ca. 0,60 m hohes, aus Trachyt gearbeitetes Kreuz mit Kleeblattenden und wiederverwendetem vollrundem, bäuerlichem Kruzifixus. Das Objekt ist bedeutend für die Geschichte des Menschen als anschaulich erhaltenes schlichtes Zeugnis der Volksfrömmigkeit. Für die Erhaltung des Wegekreuzes liegen neben dem öffentlichen Interesse wissenschaftliche, insbesondere ortsgeschichtliche und volkskundliche Gründe vor. | Ende 18. Jh.          | 30.03.2006       | 9/010 (1/472)   |
| weitere Bilder                                                      | Obertor                                                             | Innenstadt Oberstraße Karte                            | Teilbeschreibung: Im 13. Jh. erbauter, im 14. und 15. Jh. erweiterter einzig erhaltener Torbogen der ehem. 6 Stadttore in Neuss; Tuffmauerwerk mit Basaltversatzstücken und Backstein; an der Feldseite 3-gesch. Doppelturmtor mit doppelt hohem Untergeschoss, Flankentürme mit Zinnenbrüstung und Kegeldächer, Mittelbau mit Walmdach. 1903–06 Rekonstruktion des Zinnenkranzes, ehem. bebaute Westseite freigelegt; mit dem 1975 erbauten benachbarten Clemens-Sels-Museum seitdem durch Brücke verbunden, 1983–85 Instandsetzungsarbeiten. | 13. Jh.               | 04.04.1985       | 1/042 (1/473)   |
| weitere Bilder                                                      | Obertorkapelle                                                      | Innenstadt Oberstraße 1 Karte                          | Teilbeschreibung: 1712/13 nach Abtragung einer bereits 1475 bestehenden Kapelle von der „Confraternitas Beatae Mariae Virginis Dolorosa“ (Bruderschaft zur Seligen Schmerzhaften Jungfrau Maria) und der Stadt Neuss erbaut nach Plan von Stadtbaumeister Werner Josten. Schlichter einschiffiger Backstein-Saalbau mit Satteldach und offenem Glockentürmchen als Dachreiter, traufständig zwischen Obertor und wohnhausähnlichem ehemaligen Klostergebäude eingespannt. Die Kapelle ist eng mit der Stadtgeschichte verbunden. Bei der burgundischen Belagerung von Neuss 1474/75 gelobten die Teilnehmer einer Bittprozession hier die Einrichtung einer „ewigen“ Samstagsmesse. Die aus Ratsmitgliedern gebildete Bruderschaft zur Seligen Schmerzhaften Jungfrau Maria verwaltete diese Stiftung und sorgte auch für die bauliche Erneuerung der Kapelle 1712/13. 1866 errichteten die Neusser Augustinerinnen auf dem Nachbargrundstück ein Klosterhaus als Sozialstation und übernahmen die Betreuung der Kapelle bis zu ihrem Wegzug 1992. Die Kapelle bildet mit ihrem vertrauten Erscheinungsbild auch ein wesentliches Element des historischen städtebaulichen Ensembles am Obertor. | 1712/13               | 22.06.1995       | 1/217 (1/474)   |
| Ehemaliges Obertorkloster                                           | Ehemaliges Obertorkloster                                           | Innenstadt Oberstraße 3 Karte                          | Teilbeschreibung: Es handelt sich um ein 3-geschossiges giebelständiges Gebäude in Wohnhausformat, erbaut 1866 von der Neusser Genossenschaft der Barmherzigen Schwestern (Neusser Augustinerinnen) unter der Oberin Johanna Etienne, als „Kloster der Schmerzhaften Mutter“ Stützpunkt für soziale Dienste und Betreuung der nebenliegenden Kapelle. Gebäude im Kern möglicherweise älter (1712/13, zusammen mit dem Neubau der Kapelle). Auf dem dreieckigen Giebelabschluss filigranes Eisenkreuz. Eingangstür mit Oberlicht original, die Fenster originalgetreu erneuert. Hausinneres im Grundriss und Ausstattung weitgehend original erhalten. Das ehemalige Klostergebäude ist ein bedeutendes Zeugnis für das soziale Wirken der Neusser Augustinerinnen. An der Erhaltung und Nutzung des Gebäudes besteht aus stadtgeschichtlichen, religionsgeschichtlichen und städtebaulichen Gründen ein öffentliches Interesse. | 1866                  | 22.12.1994       | 1/216 (1/475)   |
| Wohnhäuser (Fassaden und Gewölbekeller)                             | Wohnhäuser (Fassaden und Gewölbekeller)                             | Innenstadt Oberstraße 7–9 Karte                        | Teilbeschreibung: Zwei einheitlich gestaltete Häuser, Ende 19. Jh. erbaut; 1979/80 bis auf Fassaden und Gewölbekeller abgebrochen und zusammen mit links anschließendem Gebäudeflügel neu erbaut; Putzfassade mit Werksteinsockel; 2-geschossig, Mansardwalmdach mit Dachhäuschen; Nr. 7 in 4 Achsen, in den beiden linken Achsen Toreinfahrt mit Segmentbogen und Kämpfergesims, schmaler Eingang mit Oberlichtfenster in der rechten Achse; Nr. 9 etwas über der Flucht von Nr. 7 vorragend in 5 Achsen, in der Mittelachse zurückgesetzter Eingang über 6 Stufen. Sockelgesims und über Eckpilaster verkröpftes Dachgesims umlaufend, die Fenster mit Schlussstein im Sturzbogen; neue Fenster mit Sprossenteilung, Nr. 7 Tür Originalzustand, im EG Gaststätte. | Ende 19. Jh.          | 04.04.1985       | 1/043 (1/476)   |
| Stadtarchiv                                                         | Stadtarchiv                                                         | Innenstadt Oberstraße 15 Karte                         | Teilbeschreibung: 1778 als kaiserliches Reichspostamt und Wohnung des Thurn- und Taxisschen Postverwalters P.J. Nepes und Ehefrau E. Leven erbaut. Putzfassade mit klassizistischer Gliederung; 3-geschossig in 7 Achsen und Walmdach. Seit Mitte 19. Jh. in Besitz der Fam. Sels, die an Stelle der Remisen eine Kerzenfabrik errichtete, davon erhalten das 1908 erbaute rückwärtige Gebäude in Backstein mit Putzgliederung, 3-geschossig in 3:7:4 Achsen, Flachdach mit Dachzinnen an den Schmalseiten, wie das Hauptgebäude seit 1967 als Stadtarchiv genutzt und mit diesem durch Glasgang verbunden. | 1778                  | 04.04.1985       | 1/044 (1/477)   |
| Ehemaliges Doppelhausfassade und Kellergewölbe-                     | Ehemaliges Doppelhausfassade und Kellergewölbe-                     | Innenstadt Oberstraße 17–19 Karte                      | Teilbeschreibung: Das Gebäude wurde 1787 von Postverwalter Peter Joseph Nepes als Doppelhaus errichtet. Architekt war Kaspar Hermkes. Die Fassade ist 3 Geschosse hoch und 7 Achsen breit. Die Fensterhöhe nimmt von Geschoss zu Geschoss leicht ab. In der Mitte befindet sich die ehemalige Toreinfahrt, mit einem Korbbogen überspannt und rechts und links von den Haustüren des ehemaligen Doppelhauses flankiert. Der Keller besteht aus einem flachen Tonnengewölbe aus Backstein. 1985 wurde er zu einem Mehrzweckraum ausgebaut. Das Gebäude ist bedeutend für die Stadtgeschichte von Neuss. Es orientiert sich in seiner gut proportionierten Gestaltung an dem aufwändigen benachbarten Bau der Kaiserlichen Reichspost von Michael Leydel, der mit diesem Bau eine Veränderung des Stadtbildes einleitete und Maßstäbe für nachfolgende Bauten setzte. | 1787                  | 26.06.2007       | 1/396 (1/478)   |
| Wohnhaus                                                            | Wohnhaus                                                            | Innenstadt Oberstraße 58–60 Karte                      | Teilbeschreibung: Anfang 19. Jh. erbaut; Putzfassade mit spätklassizistischen Schmuckformen, EG in Quaderputz; 3-geschossig in 8 Achsen, Satteldach. Fenster mit Hausteingewänden; Nr. 58 durch Ladeneinbau im EG verändert, Nr. 60 im EG Fenster und Tür vermauert, Holzfenster mit Sprossenteilung. | Anfang 19. Jh.        | 04.04.1985       | 1/045 (1/479)   |
| Wohnhaus                                                            | Wohnhaus                                                            | Dreikönigenviertel Parkstraße 7 Karte                  | Teilbeschreibung: 1932 als Eckhaus einer Hauszeile erbaut von Frau Dr. Schiffer, Entwurf und Ausführung Adolf Gürtler; 2-geschossig, ausgebautes Satteldach, Backsteinfassade, über Eck gezogene Dachgaube; im EG straßenseitiger Erker, an der Rückseite Wintergarten, darüber Balkon. Durch flaches Vordach betonter Hauseingang an der Straßenseite. Tür und Fenster original; zahlreiche originale Innendetails; Vorgarten. Beispiel der Wohnhausarchitektur der frühen 1930er Jahre. | 1932                  | 10.01.2000       | 3/054 (1/480)   |
| Wohnhaus                                                            | Wohnhaus                                                            | Innenstadt Platz am Niedertor 10 Karte                 | Teilbeschreibung: Erbaut um 1895, Näheres nicht bekannt. 3-geschossiges Wohnhaus in 3 Achsen mit Satteldach, an der Hofseite 3-geschossiger Anbau in 6 Achsen mit Pultdach. Die straßenseitige Fassade besteht aus gelbem Backstein mit verputzten Neurenaissance-Schmuckformen. Im 1. und 2. OG der Mittelachse je 1 Balkon auf Konsolen. Moderne Türen und Fenster mit Ganzglasscheiben. | um 1895               | 23.07.1987       | 1/104 (1/481)   |
| Wohn- und Geschäftshaus                                             | Wohn- und Geschäftshaus                                             | Innenstadt Platz am Niedertor 18 und 19 Karte          | Teilbeschreibung: 1927 von dem Bauherrn und Architekten Adolf Gürtler als Wohn- und Sanitätshaus errichtet; den Platz am Niedertor dominierender 4-geschossiger Bau mit 5-geschossig überhöhter Ecke, 14:4 Achsen, Walmdach, Fassade in Backstein, EG in Putz; EG mit Ladeneinbau, Hauseingang von Nr. 18 in der rechten Achse, Hauseingang von Nr. 19 in der linken Achse. EG mit Ladeneinbau und teilweise vorhandenen zeitgenössischen Fenstern. Bedeutendes Zeugnis für die Wohn- und Lebensweise der 1920er Jahre, durch seine anschauliche Originalität und städtebaulich einprägsame Lage erhaltenswert aus wissenschaftlichen, architekturgeschichtlichen, städtebaulichen und platzbildprägenden Gründen. | 1927                  | 12.02.1997       | 1/272 (1/482)   |
| Collegium Marianum                                                  | Collegium Marianum                                                  | Stadionviertel Preußenstraße 66 Karte                  | Teilbeschreibung: Das 1908/09 errichtete Gebäude entwarf der Architekt Josef Kleesattel aus Düsseldorf. Die Erziehungsanstalt und Heim für schulentlassene weibliche Fürsorgezöglinge und Zufluchtsstätten für gefährdete Mädchen wurde am 15. Juni eröffnet. 1929 wurde das Haus um einen Trakt mit Festsaal erweitert. 1938 kam eine Turnhalle hinzu. Im Zweiten Weltkrieg diente das Gebäude als Lazarett, bis 1951 wurde es als Krankenhaus genutzt. Die Erzdiözese Köln erwarb das Gebäude und seit 1962 wird es als Collegium Marianum genutzt. Im Jahre 2007 erwarb die Neusser Bauverein AG das Gebäude. Das Gebäude ist eine 2-geschossige Anlage mit Mansarddach. Die Fassade besteht aus Putz und Werkstein. Die Hauptfront zeigt 15 Achsen und wird in der Mitte durch 3-achsigen Risalit mit hohem Mansardgiebel betont. Im Gebäudeinneren hervorzuheben sind die bauzeitlichen Treppenhäuser, sowie im Erdgeschossflur des linken straßenseitigen Traktes der originale Terrazzoboden und die originalen Türen. Das Gebäude ist bedeutend für die Kirchen- und Stadtbaugeschichte von Neuss. Trotz Umbau und Erweiterung ist ein wesentlicher Teil des ursprünglichen Baubestandes erhalten. | 1908/09               | 20.02.2008       | 3/055 (1/483)   |
| Blutturm                                                            | Blutturm                                                            | Innenstadt Promenadenstraße 14 Karte                   | Teilbeschreibung: Im 13. Jh. erbauter, gut erhaltener Halbrundturm der m.a. Stadtmauer; untere Hälfte aus Basalt und Tuffstein, OG aus Backstein, von ehem. Rundbogenfries nur noch die Kragsteine erhalten; Backsteinaufsatz aus dem 19. Jh., 3 kleine Fenster in Halbrund, Rundbogenöffnung zur Stadtseite, dort bilden zwei vollständige Mauerbögen auf Basalt-Tuffsteinpfeilern die innere Verstärkung und zugleich den Unterbau für den Wehrgang, linker Bogen vermauert mit Eingang, beidseitig Öffnungen zum Wehrgang in hohen, schmalen Rundbögen; im Sockel Schießscharten; 1984 Instandsetzung. | 13. Jh.               | 04.04.1985       | 1/046 (1/484)   |
| Ehem. Krankenhaus und Altenpflegeheim Herz Jesu                     | Ehem. Krankenhaus und Altenpflegeheim Herz Jesu                     | Innenstadt Promenadenstraße 45–49 Karte                | Teilbeschreibung: Hauptgebäude Promenadenstraße / Klostergasse als Krankenhaus mit Altenpflegeheim 1899–1901 erbaut, Architekt Wilhelm Fasbender; Backsteinbau mit gotisierenden Schmuckformen aus Werkstein, 3-geschossig über herausgehobenem Kellergeschoss in 19:5 Achsen mit ausgebauten Walmdach. Nebengebäude Michaelstraße vermutlich als Krankenpflegeschule um 1909 erbaut als 3-geschossiger Putzbau mit neoklassizistischen Schmuckelementen, hohes aufgebautes Mansardwalmdach mit Schieferdeckung und breiten Schleppgauben. Hauptfront in 5 Achsen. Gebäudeinneres nach 1945 sehr stark verändert. | um 1909               | 29.06.1987       | 1/110 (1/485)   |
| Wohnhaus                                                            | Wohnhaus                                                            | Innenstadt Promenadenstraße 57 Karte                   | Teilbeschreibung: Erbaut um 1905 zusammen mit Haus Nr. 59, mit gleichen, spiegelbildlich angelegten Grundrissen, jedoch unterschiedlich gestalteten Fassaden. 3-geschossiges, 3-achsiges Reihenwohnhaus, Satteldach auf hohem Drempel (Mezzaninzone). Hofseite kleiner 3-geschossiger Anbau von 1946. Straßenseitige Putzfassade mit neobarockem Dekor. Die 4-teiligen Fenster original. Die Häuser Promenadenstraße 57 und 59 sind ein anschauliches Zeugnis für die städtebauliche Entwicklung am Westrand des m. a. Stadtkerns nach Umformung von Stadtmauer, Wall und Graben in eine Grünanlage. | um 1905               | 01.12.1993       | 1/206 (1/486)   |
| Wohnhaus                                                            | Wohnhaus                                                            | Innenstadt Promenadenstraße 59 Karte                   | Teilbeschreibung: Erbaut um 1905 zusammen mit Haus Nr. 57, mit gleichen, spiegelbildlich angelegten Grundrissen, jedoch unterschiedlich gestalteten Fassaden. 3-geschossiges, 3-achsiges Reihenwohnhaus, Satteldach auf hohem Drempel (Mezzaninzone). Hofseite kleiner 3-geschossiger Anbau von 1946. Straßenseitige Putzfassade mit neobarockem Dekor. Die 4-teiligen Fenster original. Die Häuser Promenadenstraße 57 und 59 sind ein anschauliches Zeugnis für die städtebauliche Entwicklung am Westrand des m. a. Stadtkerns nach Umformung von Stadtmauer, Wall und Graben in eine Grünanlage. | um 1905               | 01.12.1993       | 1/207 (1/487)   |
| Fernmeldeamt Neuss                                                  | Fernmeldeamt Neuss                                                  | Innenstadt Promenadenstraße 65–71 Karte                | Teilbeschreibung: Erbaut 1915/16 als ein Komplex von 2 Hauptgebäuden an der Michael- und Promenadenstraße und einem dazwischenliegenden Verbindungsgebäude. Haus Promenadenstraße 65–71: 3-geschossig in 6 Achsen mit Mansarddach, abgetreppte Seitengiebel. An der Straße roter Backstein mit Sockel. EG-Fenster mit originalen schmiedeeisernen Fenstergittern. Das Gebäude 1945 durch Bomben besonders im Dachgeschoss teilweise zerstört, 1946/50 wiederaufgebaut Verbindungsgebäude: 2-geschossig mit ausgebautem Mansarddach bzw. 3-geschossig mir Mansarddach; 12 Fensterachsen, in der Mitte vorgesetzte erhöhte Treppenhausachse mit abgetrepptem Giebel. Teilweise erhaltene Türen und Fensterrahmen. 1945 Südostflügel erheblich zerstört; 1946/59 wiederaufgebaut. Haus Michaelstraße 15–23: 2-geschossig mit ausgebautem Mansarddach, die straßenseitige Fassade 3-geschossig in 5 Achsen mit 2 abgetreppten Zwerchgiebeln jeweils über den beiden äußeren. Roter Backstein mit Werksteinquadereinfassung. EG-Fenster mit schmiedeeisernen Fenstergittern. Tür und Fensterrahmen vermutlich original. Ursprünglich auch schmiedeeisernes Gitter im Eingangstor. Wichtiges lokales Zeugnis der staatlichen Bautätigkeit in der Wilhelminischen Zeit; erhaltenswert insbesondere aus stadtgeschichtlichen und städtebaulichen Gründen. | 1915/16               | 22.07.1987       | 1/112 (1/488)   |
| Wohnhaus                                                            | Wohnhaus                                                            | Innenstadt Quirinusstraße 11 Karte                     | Teilbeschreibung: Um 1850 erbaut zusammen mit den Häusern Quirinusstraße 13 und 15 als 3-geschossige Backsteinfassade in 3 Achsen mit einem Satteldach. Fenster und Türen erneuert. Durch Bodenluke Zugang zu kleinem Keller unter der Hoffläche (Teil des Quirinus-Stiftskellers). | Um 1850               | 14.08.1996       | 1/271 (1/489)   |
| Wohnhaus                                                            | Wohnhaus                                                            | Innenstadt Quirinusstraße 13 Karte                     | Teilbeschreibung: Um 1850 erbaut; Bestandteil der einheitlichen Eckbebauung zum Münsterplatz; Backstein mit Werksteinsockel; 3-geschossig in 3 Achsen, Satteldach; in der Mittelachse zurückgesetzter Eingang mit Werksteinrahmung, in den OG Kolossalpilaster mit ionischen Kapitellen, breites Dachgesims mit Klötzchenfries, Fenster im 1. OG mit Gesimsen verdacht; Tür und Fenster Originalzustand. | Um 1850               | 04.04.1985       | 1/047 (1/490)   |
| Wohnhaus                                                            | Wohnhaus                                                            | Innenstadt Quirinusstraße 15 Karte                     | Teilbeschreibung: Um 1850 an der Ecke zum Münsterplatz zusammen mit den Häusern Quirinusstraße 11 und 13 erbaut, Backstein mit Werksteinsockel und -gliederung; 3-geschossig in 3:2:3 Achsen mit Walmdach; seitlich der Mittelachse je ein Eingang. 1980 Modernisierung und Innenumbau, Einrichtung eines Ladenlokals in den Gewölbekellern, Türen und Fenster Originalzustand. | Um 1850               | 06.01.1986       | 1/071 (1/491)   |
| Ehemaliger Bauernhof                                                | Ehemaliger Bauernhof                                                | Uedesheim Rheinfährstraße 174 Karte                    | Teilbeschreibung: Kleiner Backsteinhof in Ortslage. Wohnhaus mit anschließendem Stalltrakt und Scheune 1866 erbaut, Erweiterung 1901 durch sep. Stallgebäude mit anschließender Remise zur Straße. Traufständiges Wohnhaus mit Satteldach, 1 ½-geschossig in 5 Achsen. In Deckenhöhe Maueranker als Jahreszahl 1866. Rückwärtige Scheune mit hof- und feldseitigem Segmentbogentor, letzteres z. Zt. vermauert. Stallgebäude von 1901 mit Satteldach 1 ½-geschossig in 5 Achsen. Die Gebäudegruppe ist einer der wenigen weitgehend unveränderten erhaltenen Kleinbauernhöfe in Uedesheim, die den Ort noch bis in die Mitte des Jh. wirtschaftlich und bäuerlich in starkem Maße prägte. | 1866                  | 25.02.1994       | 9/002 (1/492)   |
| weitere Bilder                                                      | Kirchturm der Pfarrkirche St. Martinus Uedesheim                    | Uedesheim Rheinfährstraße 200 Karte                    | Turm von 1453, 3-geschossig, aus Bruchsteinen gemauert und mit Feldbrandziegeln verblendet; oberstes Geschoss (jetzt Glockenstube) nach dem Brand von 1661 aufgesetzt, 4x2 Schallfenster in Rundbogenform; äußerst wertvoller eingeschossiger dreifeldriger Holzglockenstuhl, vermutlich 17. Jh.; Glocken – darunter eine Bronzeglocke, 1662 von Cort van Stommel gegossen – an Massivholzjochen aufgehängt; Turm und Glockenstuhl 1997 saniert, Glockenstuhl dabei mit einer vierten Glocke ausgerüstet; im Kirchenbereich Grabsteine des 17. und 18. Jahrhunderts. Erhaltenswert aus architekturgeschichtlichen und städtebaulichen Gründen; seltener Holzglockenstuhl von herausragender Bedeutung für die Zimmermannstechnik und Gefügekunde. | 1453                  | 09.06.1997       | 9/003 (1/493)   |
| Kirche und Schule Marienberg                                        | Kirche und Schule Marienberg                                        | Innenstadt Rheinstraße 1–3 Karte                       | Ehem. Kirche und Kloster der 1439 von Aleidis vanme Stade begründeten und 1802 aufgelösten Niederlassung (Kanonie) von Regulierten Chorfrauen. Heutige Bezeichnung Marienbarg (mons beatae Mariae) seit 1464 nachweisbar. Kirche: 1462 (ein Jahr nach dem Tod der Klosterstifterin) anstelle der ursprünglichen Hauskapelle auf den Titel Mariae geweiht. 1586 durch den Großen Stadtbrand schwer beschädigt, in den folgenden Jahren weitgehend neu errichtet, 1607 durch den Kölner Weihbischof Kripan erneuert konsekriert. 1805 bis 1906 evangelische Gemeindekirche. 1888 umfassende Restaurierungen (neue Orgelbühne und Grisaillefenster). Seit 1911 katholische Kloster- und Schulkirche. 1944 bis auf die Umfassungsmauern zerstört; 1953/54 Wiederaufbau nach dem Entwurf der Neusser Architektin Käthe Gilges, dabei ursprüngliches Kreuzrippengewölbe durch flache Holzdecke ersetzt, an das ursprünglich einschiffiges Langhaus ein nördliches Seitenschiff angegliedert, mit darüberliegender Empore im Verband mit der erweiterten Westempore; altes Inventar verloren; Chorfenster vermauert. Backsteinbau tlw. verputzt in Verlängerungen des Klostertraktes. Straßenseitig 5 Strebepfeiler mit zwischenliegenden Spitzbogenfenstern, polygonaler Chor (5/8 -Schluss). Satteldach mit 3 Dachgauben, 8-seitiger, spitzer Dachreiter mit Glocken von 1631 und 1792. Ehem. Kloster und Schule: Gebäude 1586 durch den großen Stadtbrand schwer beschädigt, in den Folgejahren Wiederaufbau; 1685 schwere Brandschäden, danach Wiederaufbau und umfangreiche Erweiterungen. 1856 Sitz des katholischen Waisenhauses (1908 an die Rheydter Straße verlegt). Seit 1857 Niederlassung der Schwestern vom armen Kinde Jesus und Mädchengymnasium, 1877 bis 1887 während des Kulturkampfes Ausweisung der Schwestern, 1900–1912 erhebliche Erweiterung der Schule, der fast alle alten Klostergebäude zum Opfer fallen. 1944–45 Fremdarbeiterlager der Organisation Todt, Ende 1945 Wiederaufnahme des Schulbetriebes. Jetzt Mädchengymnasium und kaufmännische Berufsschule. Gebäude Glockhammer: Rest der ursprünglichen Klostergebäude, jetzt Wohntrakt der Schwestern. Eckhaus Glockhammer/Rheinstraße, 2-geschossig in 9:3 Achsen, Putzfassade, ausgebautes Dachgeschoss, Walmdach mit Dachgauben in den Fensterachsen. Die Fenster mit einfachen Werksteingewänden; barockes Mittelportal flankiert von über Eck gestellten Pilaster mit Voluten, bekrönendes Fenster, seitlich Voluten und profilierte Halbkreisbogenverdachung. Fenster (einschließlich Werksteinfassung) und Pilasterportal 1957 originalgetreu erneuert. Schulgebäude Rheinstraße: Erbaut 1928. Der straßenseitige Trakt 2-geschossig (EG mit Aula in doppelter Geschosshöhe) mit Krüppelwalmdach und übergiebeltem Zwerchhaus; hofseitiger Trakt 3-geschossig. Straßenseite Putzfassade in 7 Achsen, mit neubarocken Schmuckformen: In der stark verbreiterten linken Ache zurückgesetzter Eingang in Quaderputzeinfassung, mit Bekrönung auf Profilbalken, darüber und über Eck im Giebel je 2 übereinander stehende Fenster. Die hohen Rechteckfenster des EG mit Werksteinfassung, Sohlbänken auf Konsolen und Schlussstein. Betonung der Fassadenmitte durch Nischenfigur auf Konsole und Lampe im EG und durch Volutengiebel mit Rundfenster. Zwischen EG und OG Gurtgesims. Im OG 3 Gruppen von je 3 Rechteckfenstern, seitlich und zwischen den Fenstern Blendpilaster, über der mittleren Fenstergruppe Sprenggiebel mit seitlichen Schmuckformen. Beiderseits des Giebelhauses Dachgaube. Eingangstür und Fenster erneuert. Kirche und Schule Marienberg sind ein wichtiges Zeugnis für die Stadtgeschichte, sowohl hinsichtlich der Gebäude wie auch ihrer wechselvollen Nutzung. An ihrer Erhaltung und weiteren Nutzung besteht aus städtebaulichen sowie aus kirchen- und schulgeschichtlichen Gründen ein öffentliches Interesse. | vor 1439              | 06.11.1995       | 1/243 (1/495)   |
| Wohnhaus (Fassade)                                                  | Wohnhaus (Fassade)                                                  | Innenstadt Rheinstraße 10 Karte                        | Teilbeschreibung: Erste Hälfte des 18. Jh. von Bürgermeister J.H. Jordans erbaut; 1972–74 bis auf die Fassade abgebrochen und als Gaststätte neu erbaut; Putzfassade mit Werksteinsockel und -gewänden; 2-geschossig in 5 Achsen, Mansarddach mit Schopf; Eingang mit Oberlichtfenster in der Mittelachse. Türen und Fenster Originalzustand. | 1. Hälfte 18. Jh.     | 04.04.1985       | 1/048 (1/496)   |
| Wohnhaus                                                            | Wohnhaus                                                            | Innenstadt Rheintorstraße 10 Karte                     | Teilbeschreibung: Um 1870 erbaut; Putzfassade mit Neurenaissance-Schmuckformen, EG rustizierte, im OG Quaderputz, 2-geschossig mit Mezzanin in 6 Achsen, Satteldach; die beiden Mittelachsen leicht vorgezogen und durch Dreiecksgiebel mit Rundbogenfenster betont, zurückgesetzter Eingang in der linken Achse, Fenster mit Segmentbögen und Dreiecksgiebeln verdacht, Fenster im Mezzanin paarig zusammengeordnet; linke Giebelseite freistehend, glatt verputzt mit einer mittleren Fensterachse; Tür bis auf Oberlicht Originalzustand, neue zweiteilige Fenster. | Um 1870               | 04.04.1985       | 1/049 (1/497)   |
| Wohnhaus                                                            | Wohnhaus                                                            | Innenstadt Rheintorstraße 12 Karte                     | Teilbeschreibung: Um 1870 erbaut; Bänder-Putzfassade mit historisierenden Schmuckformen; 2-geschossig in 5 Achsen, Satteldach; in der Mittelachse Eingang mit Pilasterrahmung, darüber ein von Konsolen getragener, 3-seitiger Erker mit Giebeldach; Gurt- und Sohlbankgesimse und Klötzchenfries am Dach; neue Tür und Eingangsstufen, neue zweiteilige Fenster ohne Sprossenteilung. | Um 1870               | 04.04.1985       | 1/050 (1/498)   |
| Wohnhaus                                                            | Wohnhaus                                                            | Innenstadt Rheintorstraße 14 Karte                     | Teilbeschreibung: Um 1880 erbaut; Werksteinquaderfassade mit historisierenden Schmuckformen; 3-geschossig mit Mezzanin in 4 Achsen, Satteldach; Eingang in der linken Achse, Gurt-, Sohlbank- und Konsolgesims, im 2. OG Fensterbänke auf Konsolen; neue Tür, in den OG neue zwei- bzw. einteilige Fenster ohne Sprossenbildung. | Um 1880               | 04.04.1985       | 1/051 (1/499)   |
| Wohnhaus                                                            | Wohnhaus                                                            | Innenstadt Rheintorstraße 16 Karte                     | Teilbeschreibung: Um 1890 erbaut; Backstein/Putz-Fassade mit historisierenden Schmuckformen, 3-geschossig in 4 Achsen und ausgebautem Satteldach. Haustür und Fenster erneuert. | Um 1890               | 24.10.2000       | 1/321 (1/500)   |

- Karte mit allen Koordinaten:
- OSM |
- WikiMap